# Refundación de la Unión Europea
La refundación de la Unión Europea es el proyecto que busca la reforma institucional y constitucional para adaptar a dicha organización a los futuros cambios globales y avanzar en la integración europea. Fue iniciado en 2017 y ha sido impulsado principalmente por la Comisión Europea y el denominado eje franco-alemán. Aunque el término «refundación» ha sido utilizado especialmente por el presidente de Francia, Emmanuel Macron y su gobierno, diferentes actores políticos se han referido a la situación empleando términos variados para reflejar la voluntad de aumentar la capacidad geopolítica, la autonomía estratégica o la soberanía de la Unión. Por ejemplo, durante la presidencia francesa del Consejo de la UE en 2022, el propio Macron utilizó como eslogan las palabras «relanzamiento, poder, pertenencia».
En medio de la tensión diplomática entre Rusia y la UE y la intensificación de la rivalidad entre China y Estados Unidos, la UE comenzó a debatir la noción de autonomía estratégica, que exige a la organización defender su soberanía y promover sus intereses de manera independiente. Dicha autonomía suele vincularse a la defensa, pero podría ir más allá, teniendo en cuenta que a nivel internacional las capacidades económicas y tecnológicas han ganado relevancia. Sin embargo, varios líderes europeos aspiran a dotar a la UE de las capacidades militares que consideran necesarias para garantizar su defensa en pos de conseguir la autonomía estratégica.
Entre tanto, en Estados Unidos, los gobiernos de Donald Trump y Joe Biden asumieron una postura de relativa ruptura respecto a la UE, lo que ha generado una «pérdida de confianza» en la relación bilateral dentro de la clase política y la opinión pública en la UE. Paralelamente las nuevas relaciones eurobritánicas, tras la salida del Reino Unido de la UE en 2020, se han desarrollado en medio de un reforzamiento de la angloesfera que ha chocado con algunos intereses de la UE.
Sin embargo, han sido dos los principales catalizadores que desde 2020 impulsan una serie de cambios de considerable magnitud en el bloque comunitario: la crisis de la pandemia de COVID-19 y la situación de la Unión tras la invasión rusa de Ucrania. Entre otros aspectos, ambas crisis pusieron en evidencia la dependencia exterior de la Unión para abastecerse de productos y materias primas de carácter estratégico. Ello, unido al creciente proteccionismo de competidores clave como China y Estados Unidos —en particular las leyes de este último aprobadas en 2022—, potenció la adopción de medidas comunitarias que buscan la reindustralización interior de la UE.
No obstante, desde que asumió sus funciones en 2017, el presidente Macron ya había abanderado propuestas en respaldo de su consigna de «refundar Europa». Pese a ello, en los primeros años de su gobierno, Macron no había obtenido el respaldo del gobierno de la canciller alemana Angela Merkel a sus iniciativas más ambiciosas dentro de la UE. Pero la situación cambió el 18 de mayo de 2020, cuando —en el marco de la crisis de la pandemia— ambos gobernantes presentaron un plan para la UE armonizado con varias acciones institucionales iniciadas en marzo de ese año, que fueron seguidas por una ola de anuncios sin precedentes. Esta dinámica despertó expectativas sobre Olaf Scholz —quien reemplazó a Merkel como canciller en diciembre de 2021— y su política europea enfocada en la evolución hacia el establecimiento de un «Estado federal» que no logró implementar antes de ser reemplazado por Friedrich Merz en 2025.
Para los dirigentes comunitarios, estos factores han creado un contexto en el que la adhesión de nuevos Estados miembros constituye una «inversión geoestratégica» que precisa que la Unión emprenda reformas sobre cuestiones relacionadas con «sus prioridades y políticas, así como con su capacidad de actuación». Es así que en el primer semestre de 2024, dichas reformas serán abordadas por el Consejo Europeo con vistas a adoptar una hoja de ruta de los futuros trabajos. Con anterioridad ya se habían instaurado otras medidas como la aprobada en 2017 cuando los dirigentes de 25 Estados de la UE lanzaron la Cooperación estructurada permanente (CEP) para relanzar el proyecto de la «Europa de la Defensa». Además la CE tiene entre sus prioridades profundizar la Unión Económica y Monetaria completando la unión bancaria y de los mercados de capitales.

## Terminología
El presidente francés Emmanuel Macron ha utilizado el término refundación para impulsar varias de sus iniciativas a nivel nacional y comunitario. Así, además del caso de la Unión Europea, el mandatario a propuesto la refundación del espacio Schengen y la asociación África-UE en lo internacional. También ha buscado la refundación de la política francesa, el sistema de salud e incluso creó el Consejo Nacional para la Refundación, una organización vista por sus seguidores como un «método para construir juntos y más cerca del terreno el futuro de Francia».
En 2020, el presidente del Movimiento Europeo-Francia, Yves Bertoncini, consideró que la elección del concepto de «refundación» en sí debía ser cuestionado, argumentando que un tal grado de ambición era demasiado alto para los socios europeos de Francia. Según el experto, el presidente Macron había centrado su acción en la primera parte de su primer mandato en asuntos económicos y financieros, desgastandose en la defensa de la reforma de la eurozona, cuyos resultados calificó de «extremadamente limitados». También el politólogo Francisco Aldecoa consideró que la UE no había «naufragado», y que por lo tanto no se trataba de «reformar su fundamento y hacer una refundación» sino lo que hacía falta era «dar un paso más y robustecer este proyecto». En el mismo sentido, para el historiador Juan José Laborda, la UE no necesitaba refundarse, sino «volver a sus fundamentos de economía social de mercado, democracia, paz y estado de derecho».

## Historia

### 2017
En 2017 comenzó un periodo de transición tras la invocación del artículo 50 del tratado de la Unión Europea por el Reino Unido que dio inicio formal al trámite para la retirada británica del bloque europeo (Brexit). En respuesta a la nueva situación, Jean-Claude Juncker —entonces presidente de la Comisión Europea— presentó en marzo un Libro Blanco donde propuso a los Estados miembros de la UE decidir entre uno de los cinco escenarios para dirigir la UE en el futuro, e instó a «pasar página y empezar un nuevo capítulo en nuestra historia» tras el Brexit.
Durante la Cumbre de Roma del día 25 del mismo mes, los dirigentes de la UE se reunieron para celebrar el 60.º aniversario de los Tratados de Roma, reflexionar sobre el relato europeo, los logros alcanzados por la organización y debatir sobre el futuro común. Entonces Juncker retó a los miembros del Consejo Europeo a posicionarse en torno a una de las vías del Libro Blanco, para que de esta forma, aquellos que obstaculizan la toma de decisiones quedasen en evidencia. «Hemos elegido este método para obligarlos a salir de la ambigüedad», explicó.
En mayo, un día después de posesionarse como presidente de Francia, Emmanuel Macron realizó su primera visita oficial a Berlín donde se entrevistó con la canciller alemana Angela Merkel, y expuso su meta de reforzar la UE a través del eje franco-alemán. Tras el encuentro, ambos mandatarios dejaron clara su voluntad de reformar los Tratados constitutivos de la Unión Europea de ser necesario.
El 23 de junio siguiente Macron dijo —en su primera conferencia de prensa conjunta con Merkel posterior a una cumbre europea— que en el lapso de tres meses París y Berlín presentarían conjuntamente una hoja de ruta con propuestas concretas para el futuro de la UE y la eurozona. Sin embargo, la formación de un nuevo gobierno tras elecciones federales de Alemania de 2017 se extendió entre septiembre de ese año y marzo de 2018, por lo que la presentación de la hoja de ruta fue retrasada hasta el mes de junio siguiente.
La dinámica franco-alemana continuó el 1 de julio cuando se celebró el primer funeral de Estado europeo en el que se despidió a ex canciller alemán Helmut Kohl durante una ceremonia en la Sede de Estrasburgo del Parlamento Europeo. En esa ocasión Macron y Merkel se erigieron como responsables de dar continuidad al legado de Kohl en la integración europea en la que el fallecido político fue clave.
También en el parlamento de Estrasburgo, Juncker aprovechó su discurso del estado de la Unión en septiembre, para proponer una serie reformas. En su disertación destacó la necesidad de que todos los Estados miembros de la UE entren a formar parte de la eurozona y el espacio Schengen para el 2025. Expuso además detalles que no figuraban en el Libro Blanco, entre ellos la idea de fusionar las presidencias de la Comisión y el Consejo, así como la conveniencia de nombrar un «superministro de economía» para la eurozona. Juncker también solicitó la celebración una cumbre de los 27 líderes europeos en Sibiu, Rumanía (iniciativa que fue aceptada y dio curso a la reunión celebrada el Día de Europa de 2019, donde se aprobó una declaración de diez compromisos).
Por otra parte, el presidente estadounidense Donald Trump se mostró partidario del Brexit y durante su campaña presidencial en 2016 —que fue en parte paralela al proceso de referendo que originó el proceso— apoyó abiertamente a los partidarios de dicha causa como es el caso de Nigel Farage. Una vez tomada la decisión de salir de la UE, Trump no solo celebró la decisión sino que además advirtió de futuras nuevas salidas. Ya como presidente, desde enero de 2017, en varias ocasiones manifestó su oposición a la idea supranacional que representa la UE, y cuestionó la conveniencia de la Organización del Tratado del Atlántico Norte (OTAN). También se negó a dar continuidad al Acuerdo de París —firmado por la administración anterior a la suya— que establece medidas para la reducción de las emisiones de gases de efecto invernadero.
En respuesta, Merkel consideró a Trump como un socio no fiable: «Los tiempos en los que nos podíamos fiar completamente de los otros están terminando [...] nosotros los europeos debemos tener nuestro destino en nuestra propia mano», declaró en mayo la canciller. Estas declaraciones se unieron a las que ya había expresado en enero cuando habló de la necesidad de crear un ejército europeo ya que, incluso en las relaciones transatlánticas, consideró que no existía una «garantía eterna» para la cooperación militar con los europeos.
En este contexto, y dado que la UE forma parte del G-20 al igual que algunos de sus Estados miembros, la Cumbre de dicho foro en Hamburgo en julio de 2017 sirvió para plasmar la unidad del bloque europeo frente a los desafíos internacionales del momento, incluida la política exterior de Trump. En el comunicado final de la cumbre, los miembros del G-20 respaldaron de forma unánime el libre comercio y todos, menos Estados Unidos, ratificaron su apoyo al Acuerdo de París.

### 2018

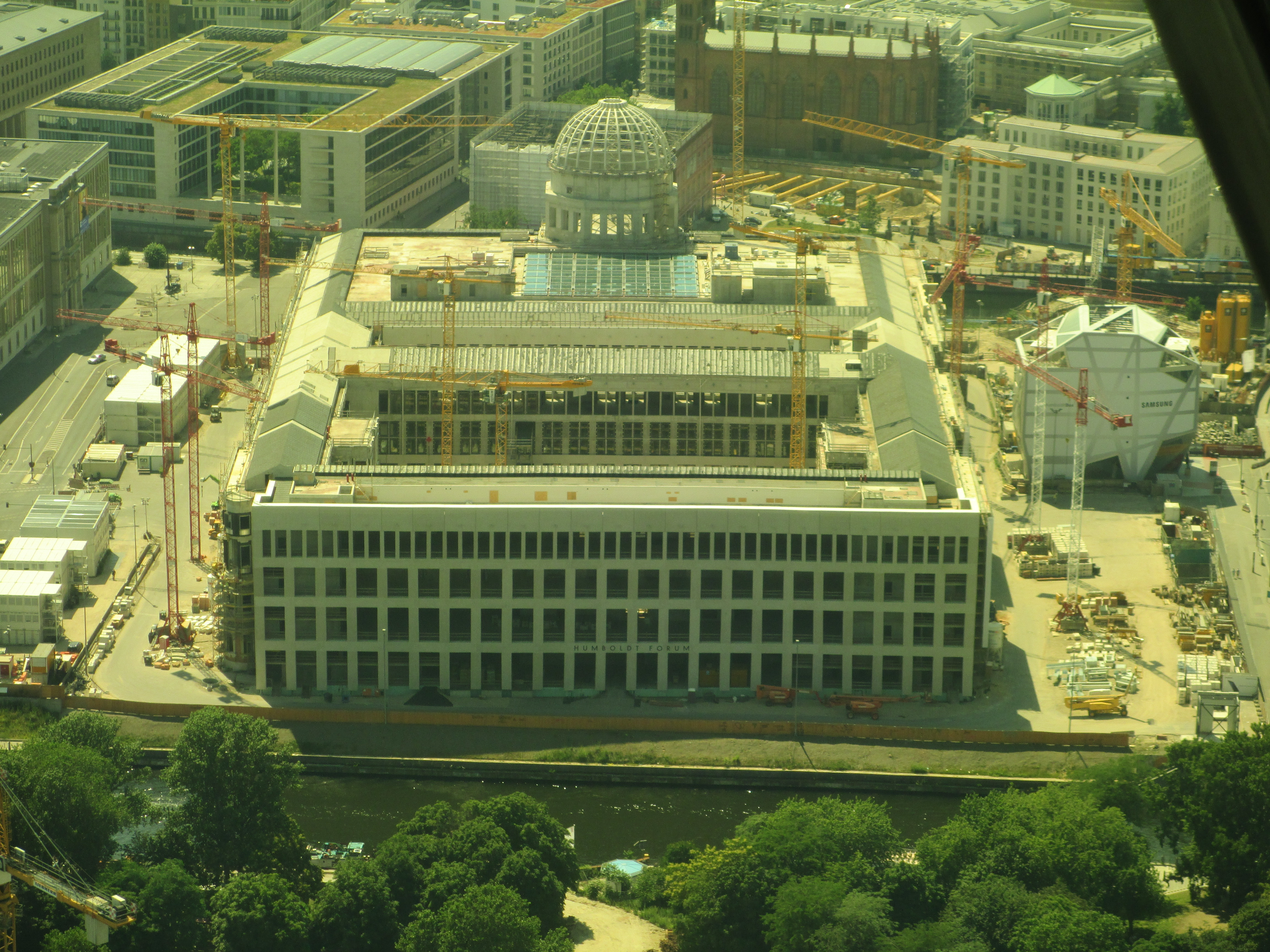
Palacio Real de Berlín: en abril de 2018 durante la reconstrucción de este edificio, Merkel y Macron se reunieron allí para reafirmar su voluntad de “refundar” la UE.

En mayo de 2018, Merkel embistió nuevamente contra Trump: «Hay conflictos a las puertas de Europa. Y la época en la que podíamos confiar en Estados Unidos se acabó». Dichas declaraciones tuvieron lugar en el marco de la ceremonia de entrega del Premio Carlomagno otorgado a Macron por «su visión de una nueva Europa y la refundación del proyecto europeo». El presidente francés secundó la reacción de Merkel respecto a la retirada del gobierno estadounidense del Acuerdo internacional sobre la congelación del programa nuclear iraní: «Algunas potencias han decidido incumplir su palabra». Así mismo, en el mes de agosto, Macron hizo un llamado para que se revisase «la arquitectura europea de seguridad y defensa» para que no repose únicamente en Estados Unidos, e indicó que deseaba lanzar «una reflexión exhaustiva sobre las consecuencias del final de la Guerra Fría con todos los socios de Europa, incluido Rusia».
A mediados de julio, Trump recalcó que «Tenemos muchos enemigos. Creo que la Unión Europea es un enemigo, por lo que nos hace en el comercio». Sin embargo, antes de terminar dicho mes, Trump y Juncker escenificaron un acuerdo para evitar la guerra comercial que pretendía incrementar un 25 % los aranceles a los automóviles importados a EE. UU. Los dirigentes indicaron que la UE compraría más soja y gas licuado del petróleo a su contraparte y se comprometieron a trabajar conjuntamente para eliminar los aranceles en los bienes industriales. Los ya existentes se pondrían en suspenso, mientras que los impuestos al acero y el aluminio aplicados por Trump se reexaminarían, igual que las represalias de la UE.

### 2019

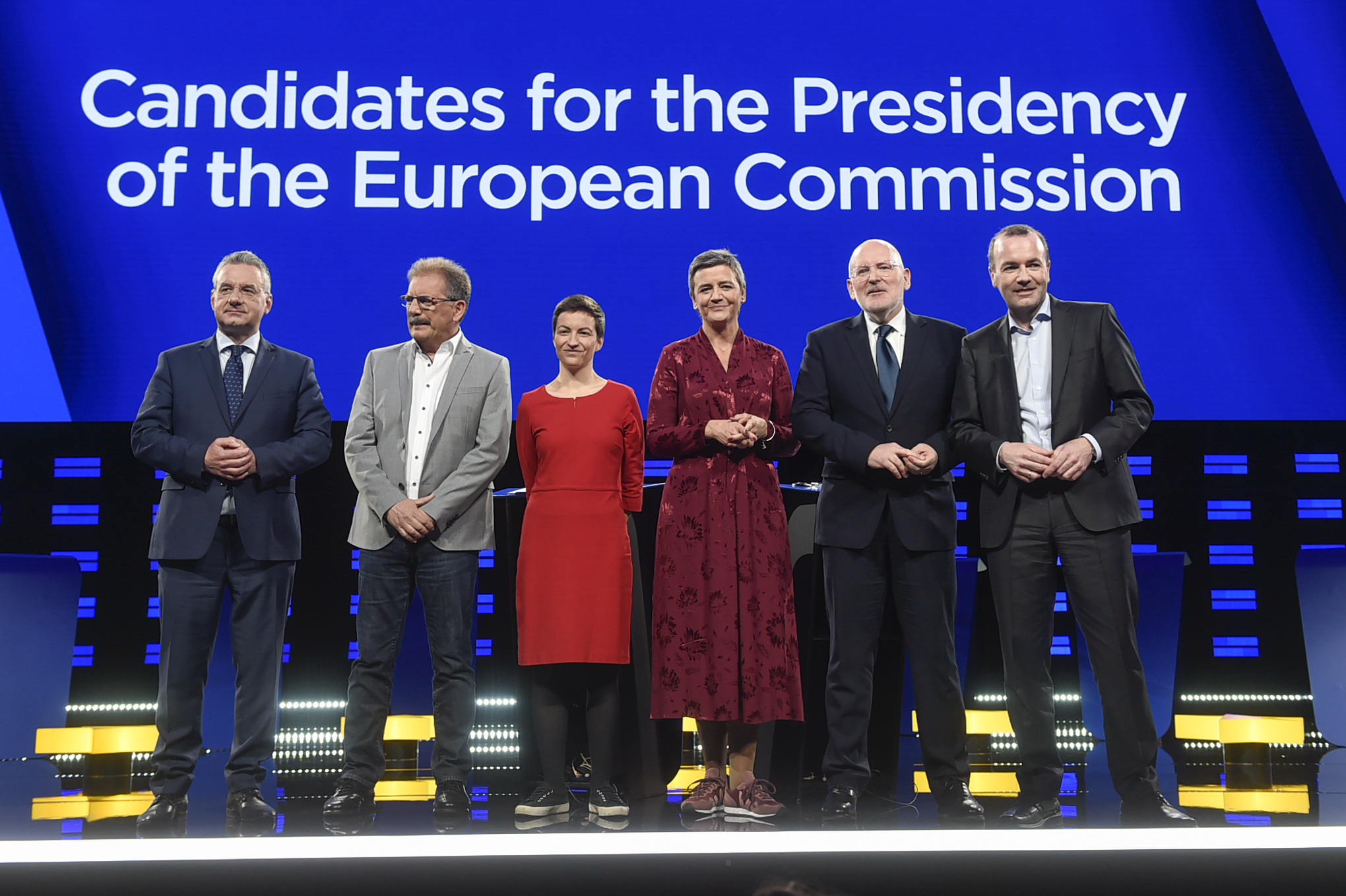
Debate para la selección del presidente de la Comisión en 2019 a partir de los candidatos de los partidos, un proceso conocido por el término spitzenkandidat.

El 22 de enero, coincidiendo con el 56 aniversario de la firma del Tratado del Elíseo, Angela Merkel y Emmanuel Macron firmaron un tradado en Aquisgrán con el objetivo de dar «un nuevo impulso» a Europa. Además se comprometieron a profundizar en la integración económica entre ambos países, fomentar las relaciones de sus sociedades civiles e impulsar la cooperación en política exterior, de defensa y seguridad.
Por otra parte, tras las elecciones al Parlamento Europeo en mayo de 2019, el Consejo Europeo inició el proceso para renovar de la jefatura de las principales instituciones de la UE. Durante varias reuniones no concluyentes, numerosos nombres fueron barajados para el cargo de presidente de la Comisión Europea, incluyendo la posibilidad de postular a Merkel para el puesto. Sin embargo fue Ursula von der Leyen quien resultó elegida por el Consejo en la cumbre del 2 de julio siguiente donde además fueron designados el Alto representante de la Unión para Asuntos Exteriores y Política de Seguridad, así como los presidentes del Consejo y del Banco Central Europeo.
Fue Macron quien propuso el nombre de Von der Leyen para reemplazar a Juncker. Con anterioidad a la nominación, varios líderes europeos como el propio Juncker o el presidente del Gobierno de España, Pedro Sánchez se mostraron partidarios de fusionar los cargos de presidente de la comisión con el de presidente del Consejo, pero dicha opción no fue retenida, pese a que la propuesta de fusión no es nueva, ya que se remonta a la Convención sobre el futuro de Europa, cuando fue promovida por Jean-Luc Dehaene quien luego se aseguró que el Tratado de Lisboa incluyese dicha posibilidad.
Macron también aseguró que una Comisión Europea compuesta por una treintena de comisarios no podía funcionar correctamente. Para mejorar la situación llegó a proponer que el número fuese reducido a 15 y para conseguirlo sugirió que los Estados miembros más grandes renunciasen a nombrar comisarios. A pesar de ello, las negociaciones intergubernamentales decidieron que la Comisión Von der Leyen contara con miembros de todos los estados, incluido un comisario francés.
En cuanto a la cuestión de la OTAN, el Macron fue aún más explícito en el otoño de 2019 al afirmar que dicha organización se encontraba en un estado de «muerte cerebral». Su diagnóstico sobre la Alianza Atlántica se refería al episodio de la retirada unilateral, por parte de Trump, de sus tropas en el norte de Siria durante la guerra civil. Asimismo sostuvo que, con el repliegue de EE. UU. y el ascenso de China como potencia, las instituciones europeas deberán transformarse o sucumbir.
En lo relativo al Brexit, el acuerdo negociado entre el gobierno británico y la UE fuera rechazado tres veces en la Cámara de los Comunes en el primer semestre de 2019. En consecuencia la primera ministra Theresa May renunció a su puesto como jefa de su partido el 7 de junio, lo que provocó la carrera por el liderazgo, que dio paso al nombramiento de Boris Johnson como primer ministro británico el 24 de julio siguiente.
Mientras tanto, el intento de Juncker de lanzar una reforma en profundidad de la UE con su propuesta de cinco escenarios que había presentado en 2017 no contó con respaldo suficiente por parte de los jefes de Estado y de Gobierno de la UE.

### 2020

#### Negociaciones del post-brexit
Bajo el gobierno de Boris Johnson se logró un acuerdo que permitió que el Brexit se concretase el 31 de enero de 2020. La UE perdió el 13 % de su población, el 15 % de su producto interior bruto (PIB) y el 5,6 % de su superficie. A pesar de ello, la UE continuó siendo en 2020 una potencia política y económica mundial: formaba el tercer mayor grupo de población después de China y la India, además de concentrar el 18,5 % de la economía mundial, y el 16 % de las exportaciones mundiales. Tras el Brexit, la eurozona pasó a sumar el 86 % del PIB y el 77 % de la población de la UE, reforzando así su importancia como motor político y económico de la Unión.
El 1 de enero de 2021 se hizo efectiva la salida del Reino Unido del bloque comunitario. Los ciudadanos y las empresas británicas dejaron de estar bajo el marco normativo de la UE. El texto del acuerdo comercial, que ambas partes negociaron durante todo el año, marcaría la base para la relación futura entre la UE y el Reino Unido.
Sin embargo, quedó por definir el hipotético papel que tendría el Reino Unido dentro del proyecto de construcción de la autonomía estratégica la UE.

#### Respuesta de la Unión Europea a la pandemia de COVID-19
A partir de finales del primer trimestre de 2020, varios de los Estados miembros de la Unión se confrontaron a la crisis sanitaria de la pandemia de COVID-19. El impacto mediático generado por la situación, precipitó a los gobiernos nacionales y a las instituciones europeas a una situación sin precedentes, que en marzo, llevó a que los Estados miembros aceptaran la recomendación emitida por la Comisión Von der Leyen sobre lo que deberían hacer para restringir la entrada en el territorio a los residentes extracomunitarios. Casi al mismo tiempo, la Comisión lanzó su primera reserva de material médico con el fin de repartirlo a los Estados de la Unión más afectados por la pandemia.
En abril se sucedieron numerosas acciones políticas en respuesta a la crisis. En primer lugar reaccionó el Banco Central Europeo (BCE) con un programa de compra de títulos para evitar el colapso de los mercados de deuda, lo que contribuyó a estabilizar la situación financiera. Entonces, tras ser aprobada por primera vez la denominada “cláusula general de salvaguarda” prevista para escenarios de graves crisis generalizadas que afecten a la eurozona, la Comisión pudo levantar los límites que fijaba el pacto de estabilidad y crecimiento. De esta forma se autorizó a los gobiernos nacionales a inyectar en la economía tanto dinero «como fuese necesario». A dicha flexibilización se añadieron también los cambios en la autorización de ayudas públicas, ya que la normativa permitió otorgar hasta 800.000 euros por compañía en forma de subvención directa o ventajas fiscales. De manera complementaria, el Eurogrupo logró un acuerdo la segunda semana de abril que estableció los detalles de la primera red de seguridad comunitaria contra los efectos de la pandemia.
Pero el anuncio más destacado llegó el 18 de mayo de 2020, cuando en una rueda de prensa Merkel y Macron presentaron un plan para la UE en el marco de la crisis de la pandemia. Este impulso se integró con varias acciones institucionales de las semanas anteriores, y sirvió de base al plan recuperación económica (Next Generation EU) presentado por Von der Leyen la semana siguiente. Empero, el anuncio conjunto de Merkel y Macron fue impulsado por un fallo del Tribunal Constitucional de Alemania, que días antes había puesto en duda la independencia del Banco Central Europeo (BCE) para mantener a flote las economías de los miembros más vulnerables de la organización, así como la gobernabilidad de la UE. Hasta entonces, Merkel —quien ocho años antes, en el punto más álgido de la crisis del euro, aseguró que no habría eurobonos «mientras yo viva»— se había opuesto a la propuesta de Macron para crear un fondo que obligaría a los 27 a aumentar la deuda de forma conjunta.
En diciembre de 2020, la vacuna Tozinameran contra la COVID-19 logró la autorización de comercialización en la UE. BioNTech (Societas europaea), el laboratorio al origen de dicho producto, había recibido más de 9 millones de euros de financiación de la UE para la investigación durante la década precedente. Además, en junio fue beneficiario de un préstamo de 100 millones de euros del Banco Europeo de Inversiones (BEI), respaldado por la UE. Esto ayudó al laboratorio alemán a ampliar sus capacidades de fabricación y a suministrar la vacuna a nivel mundial.
En el plano internacional, durante el mes de mayo la Comisión lanzó la "Respuesta mundial al coronavirus", una acción que perseguía el «acceso universal a vacunas, tratamientos y tests de coronavirus asequibles». En la primera jornada del evento quedó cubierto el objetivo monetario de 7400 millones de euros, más de un tercio de los cuales procedían de la UE y sus Estados miembros. Este “maratón mundial de donantes”, dio paso al lanzamiento de una campaña denominada Global Goal: Unite for our Future que culminó el 27 de junio con una cumbre mundial de donantes, presidida por Von der Leyen, que recaudo 6.150 millones de euros.

### 2021

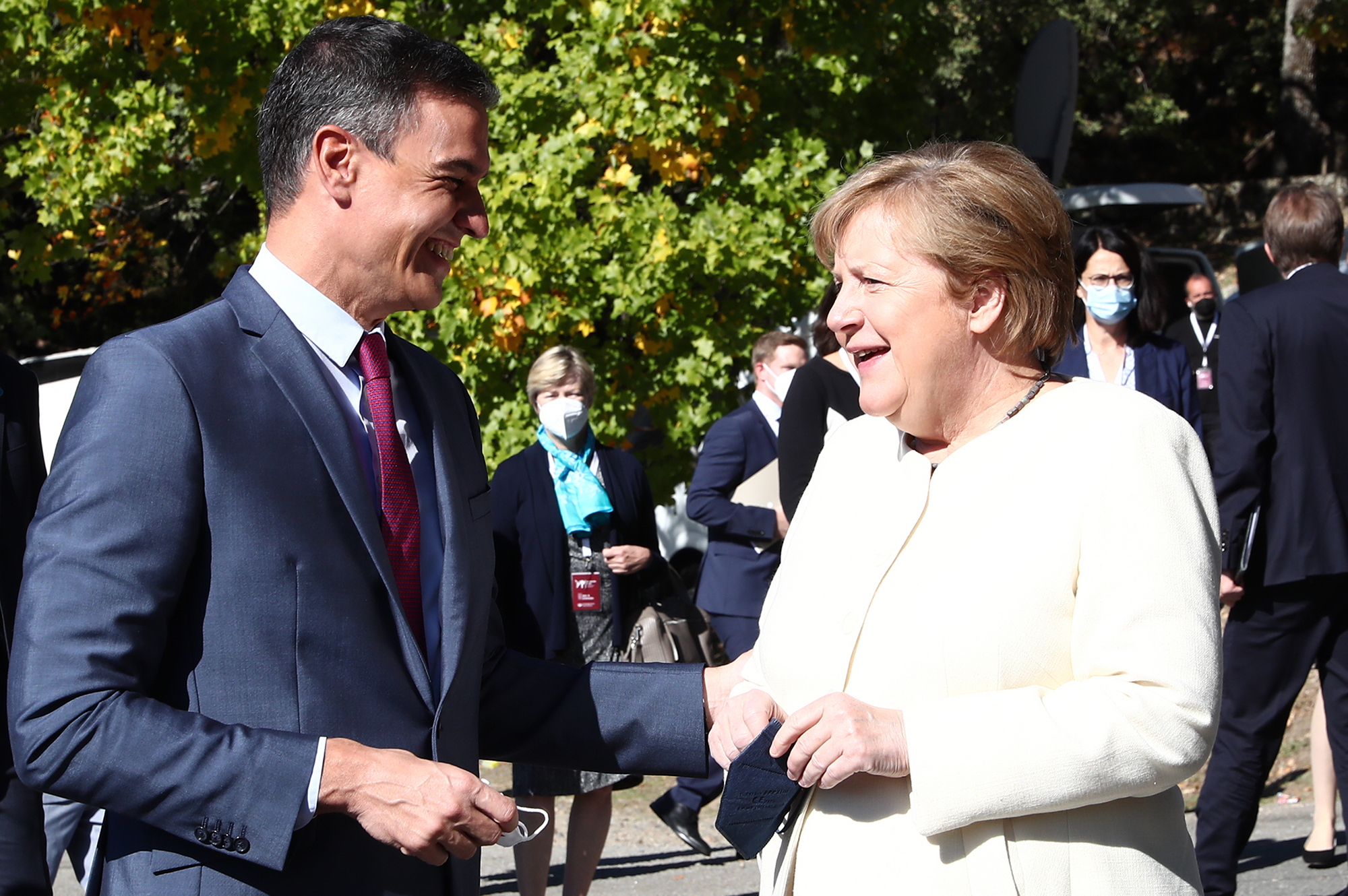
El presidente del Gobierno español, Pedro Sánchez, felicita a Angela Merkel, tras recibir el Premio Europeo Carlos V (2021). Entonces la canciller reafirmó que «una Europa soberana e innovadora capaz de actuar es lo que necesitamos para afianzar nuestros valores e intereses en el mundo».

Desde el comienzo de su administración en enero de 2021, el presidente estadounidene Joe Biden ha restaurado el papel de liderazgo de Estados Unidos en el multilateralismo pero su política exterior le ha dado prioridad a la confrontación con China, subordinando a esta las demás facetas de la estrategia estadounidense. Así es como la administración Biden consideró que la organización del Diálogo de Seguridad Cuadrilateral (Australia, India, Japón, Estados Unidos) era fundamentalmente más urgente. En esta línea, el pacto AUKUS de septiembre de 2021 canceló un acuerdo que Francia había firmado con Australia en 2016 para construir submarinos convencionales, y el gobierno australiano optó en su lugar por submarinos de propulsión nuclear estadounidenses. Así dicho acuerdo,  la crisis con Bielorrusia y la “caótica” retirada de tropas estadounidenses de Afganistán —sin consultar a sus socios europeos— impulsaron las discusiones sobre la autonomía estratégica en la Unión Europea ese año.
En cuanto al Brexit, varios problemas políticos aún no habían sido resueltos, incluido lo que afecta el futuro del Protocolo de Irlanda del Norte y la cuestión de las licencias de pesca. Así mismo, la falta de una cooperación bilateral sólida entre Francia y el Reino Unido quedó en evidencia con la crisis migratoria en el canal de la Mancha agravada en el transcurso de ese año.
Por otra parte, tras las elecciones federales de septiembre de 2021, el socialdemócrata Olaf Scholz —ministro de Finanzas dentro del Gobierno Merkel IV— fue designado como nuevo Canciller alemán en reemplazo de Angela Merkel. Scholz inició sus funciones en diciembre tras lograr formar un Gobierno de coalición entre las formaciones socialdemócrata (SPD), liberal (FDP) y verde. Durante la campaña electoral, el entonces candidato aseguró que lograr una Unión Europea más integrada, era la «tarea más importante» de Alemania en la siguiente legislatura. Abogó además porque la Unión asuma «su futuro en sus propias manos». También dijo que Alemania, como «gran país en el centro» del bloque, debía sentirse «responsable» y contribuir a la relevancia de la UE y mantener su capacidad de influencia a nivel internacional. Estas intenciones fueron confirmadas en el contrato de Gobierno que los líderes de la coalición presentaron en noviembre afirmando que trabajarían por hacer posible una UE “fuerte” y “soberana” —una máxima que Scholz ya había hecho pública durante la campaña— en busca de la evolución hacia un «Estado federal europeo».
También en noviembre, Macron y Mario Draghi (jefe de Gobierno italiano) firmaron el Tratado del Quirinal con el objetivo proporcionar un marco estable y formalizado para las relaciones Francia-Italia. Draghi destacó que además de consolidar las relaciones bilaterales, el acuerdo pretendía «acelerar el proceso de integración europea» antes de añadir que la UE debería «crear una verdadera defensa europea» para logar su soberanía.

### 2022
Presidencia francesa del Consejo de la UE (1.er semestre)
Respuesta de la UE a la invasión rusa de Ucrania
La respuesta de la Unión Europea a la invasión rusa de Ucrania hace referencia a las diferentes medidas adoptadas e impuestas por la Comisión Europea, el Consejo y el Consejo Europeo (Estados miembros) para sancionar económicamente a Rusia, contrarrestar los efectos de la agresión rusa iniciada en febrero de 2022 y apoyar económica y militarmente a Ucrania. Desde el inicio de la intervención militar, la UE y varios de sus aliados como Estados Unidos, decidieron aumentar las sanciones contra el gobierno ruso iniciadas en 2014 a fin de «paralizar» la capacidad rusa para «financiar su maquinaria de guerra» y dificultar su manejo de activos para obtener liquidez. Adicionalmente, varios gobiernos nacionales de los Estados miembros decidieron enviar armamento y ayuda económica al gobierno ucraniano mediante fondos nacionales y el Fondo Europeo de Apoyo a la Paz, así como facilitar la entrada de refugiados ucranianos a la Unión.
Según el Alto Comisionado de las Naciones Unidas para los Refugiados (ACNUR), entre febrero y mediados de octubre de 2022, más de 7,6 millones de ucranianos habían huido hacia la Unión Europea. Además, el Alto Comisionado Filippo Grandi, confirmó que este era el mayor flujo de refugiados desde el fin de la Segunda Guerra Mundial en Europa.

### 2023
En enero, Ursula von der Leyen presentó su Plan Industrial del Pacto Verde que ajusta las normas de las ayudas de Estado para impulsar a la industria de tecnologías limpias en el mercado comunitario. El mismo mes fue firmado el Tratado de Barcelona entre Francia y España considerado por ambos gobiernos como una «hoja de ruta» en materia de coordinación bilateral en el seno de la Unión. Días después, el presidente francés aprovecho la ceremonia por el sexagésimo aniversario del Tratado del Elíseo para abogar porque su país y Alemania se reinventaran «para convertirse en los pilares de la refundación europea».
| Los siete objetivos estratégicos de Emmanuel Macron y Olaf Scholz |
| --- |
| «Construir la Unión Europea para la próxima generación» (anuncio conjunto de los mandatarios en enero de 2023) |
| 1. «Invertir más, y ahora, en nuestras fuerzas armadas y en la base de nuestras industrias de defensa». 2. «Reforzar nuestra diversificación de abastecimiento estratégico y nuestras capacidades en áreas críticas [...] convertirnos en el primer continente climáticamente neutro del mundo». 3. «Implementar una estrategia para fortalecer la competitividad industrial europea en un entorno europeo que estimule la competencia y la innovación». 4. «Reforzar el modelo europeo para que el progreso económico y social vaya de la mano de la transición ecológica [...] apoyar a nuestros conciudadanos y permitirles enfrentar los desafíos de la transición ecológica y beneficiarse de ella». 5. «Iniciar la unión de los mercados de capitales y completar la unión bancaria. Los Estados miembros garantizarán su sostenibilidad fiscal [...] priorisando las inversiones para la transición verde y digital [...] serán respaldados por un presupuesto de la UE con recursos propios e inversión en bienes públicos europeos». 6. «Actuar a favor del estado de derecho y las libertades individuales y marcar pautas en el escenario internacional, por ejemplo en el sector digital. Las importaciones a la UE deben cumplir con nuestros estándares de seguridad y derechos humanos, así como con nuestros estándares ambientales y sociales». 7. «Lograr avances rápidos y concretos en el proceso de ampliación de la Unión [...] asegurarnos de que una UE ampliada conserve su capacidad de actuar, con instituciones más eficaces y procesos de toma de decisiones más rápidos, incluso ampliando la votación por mayoría cualificada en el Consejo». |

## Antecedentes (2004-2016)

### Modificación de los dos tratados constitutivos
El Tratado por el que se establece una Constitución para Europa, tras haber sido acordado por el Consejo Europeo, fue firmado en Roma en octubre de 2004. Sin embargo, antes de que pudiera entrar en vigor, el documento tenía que ser ratificada por cada Estado miembro. Es así que cuando Francia y los Países Bajos rechazaron su ratificación vía referéndum, si bien la mayoría de los Estados miembros ya habían ratificado la Constitución Europea, se hizo evidente que esta no podía entrar en vigor debido a la exigencia de unanimidad para modificar los tratados de la UE. En consecuencia, la Declaración de Berlín —en el marco de la Presidencia alemana de Consejo de la UE— indicó la intención de todos los Estados miembros llegar a un acuerdo sobre un nuevo tratado a tiempo para las elecciones al Parlamento Europeo de 2009, pretendiendo contar con un tratado ratificado antes de mediados de 2009.
 Este documento, conocido como el Tratado de Lisboa, entró en vigencia en diciembre de 2009 y modifica los dos tratados que forman la base constitucional de la Unión.

### Crisis del euro
La crisis del euro, crisis de la zona euro, o crisis de la deuda soberana europea, fue una crisis financiera que afectó a la Unión Europea, y más severamente a los Estados de la eurozona entre 2008 y 2016. La coyuntura tuvo aspectos de una crisis de la deuda soberana, del sistema bancario y del sistema económico de la Unión en general. El conjunto de circunstancias hizo difícil o imposible a algunos países en la eurozona refinanciar su deuda pública sin la asistencia de terceros.
Para responder a los problemas de fondo y a los desequilibrios económicos la mayor parte de los países de la UE acordaron adoptar el Pacto del Euro, consistente en una serie de reformas políticas dirigidas a mejorar la solidez fiscal y la competitividad de sus miembros. Este ha forzado a los países más pequeños a llevar a cabo más medidas de austeridad para reducir los déficit y los niveles de deuda nacionales. Este tipo de políticas no keynesianas fueron criticadas por numerosos economistas, los cuales demandaron una nueva estrategia de crecimiento basada en el aumento de la inversión pública, financiada por tasas que permitieran el crecimiento sobre la propiedad, la tierra y las instituciones financieras, en particular una nueva tasa sobre las transacciones financieras europea. Los líderes de la UE acordaron aumentar moderadamente los fondos del Banco Europeo de Inversiones para lanzar proyectos de infraestructura e incrementar los préstamos al sector privado. Además, se solicitó a las economías más débiles de la UE que restauraran la competitividad mediante la devaluación interna, esto es, reduciendo sus costes de producción.
La crisis tuvo un considerable impacto en la política de la UE, provocando cambios políticos en 8 países de los 17 que entonces formaban la eurozona, conduciendo a cambios de gobierno en Grecia, Irlanda, España, Eslovenia, Eslovaquia y los Países Bajos. También se convirtió en una crisis social temporal en varios de los países miembros de la eurozona con niveles relativamente altos causados por la crisis económica.

### Llamados para una nueva reforma
El proyecto de François Bayrou como candidato del Movimiento Demócrata en las elecciones presidenciales de Francia de 2012, estipulaba que de resultar elegido, trabajaría por una refundación de la UE que incluyese la creación de un puesto Presidente de la Unión Europea elegido por sufragio universal. Finalmente Bayrou perdió las elecciones por lo que no pudo implementar su propuesta.
En 2014, Michel Rocard ex primer ministro de Francia durante la presidencia de François Mitterrand y ex eurodiputado manifestó que la salida del Reino Unido de la UE favorecería la «reestructuración de Europa», permitiendo el surgimiento de «una Europa que pueda decidir».

### Crisis migratoria
La crisis migratoria de 2015 en Europa, también conocida como crisis de los refugiados de 2015, consistió en una situación humanitaria crítica que surgió como consecuencia del arribo masivo de refugiados, solicitantes de asilo y migrantes económicos que llegaron ―o intentaron llegar― a las costas de la Unión Europea, mediante travesías por el mar Mediterráneo y el sudeste de Europa, procedentes de países de Oriente Medio, África, los Balcanes Occidentales y Asia del Sur. Más de 1 006 000 personas entraron en Europa —otras 4000 murieron en el intento—, de las cuales más del 90 % solicitaron asilo político. Hasta la crisis de refugiados ucraniana de 2022, se trataba de la mayor crisis migratoria y humanitaria desde el fin de la Segunda Guerra Mundial en Europa.
La crisis tuvo efectos considerables en la política tanto de los países de la UE afectados como de la UE en su conjunto. Varios partidos políticos en los países afectados capitalizaron el sentimiento antiinmigrante, en numerosos casos convirtiéndolo en la pieza central de su plataforma. Aunque por lo general no obtuvieron suficientes votos para ingresar en los gobiernos nacionales, su presencia influyó a menudo en la política al complicar la formación de coaliciones de gobierno y hacer que la oposición a la inmigración fuera parte de la corriente política principal. Durante e inmediatamente después de la crisis se dio un fuerte impulso para reformar la Derecho de asilo en la Unión Europea, pero esta dinámica se desvaneció considerablemente después de que disminuyera el número de llegadas de refugiados.

## Contexto

### El relato europeo
Con posterioridad al inicio del proyecto de refundación de la Unión Europea en 2017, varios autores como Jean-Dominique Giuliani, Jakub J. Grygiel, Mark Leonard, y los ya citados van Middelaar y Münchau, han afirmado que el proceso de integración europea y la idea misma de Europa que dice representar necesitan con un nuevo relato testimonial. La crisis del proceso de integración en este periodo ha tenido un impacto en los relatos que sustentaban este proceso y ha cuestionado su continuidad, además de provocar una revisión de su trayectoria y un cuestionamiento de la organización como entidad política.
La pregunta de base de los Estudios europeos se ha encaminado desde entonces a interrogarse por la causa de los problemas de la unión, dejando el enfoque que durante décadas respondía al supuesto éxito ineluctable de la construcción europea. Eventualmente, de la respuesta que se dé a esta cuestión dependerá la formulación de la narrativa del nuevo relato europeo.
El resultado del referéndum sobre la permanencia del Reino Unido en la Unión Europea de 2016 fue interpretado por algunos analistas como el hecho que la UE ya no disponía de un relato claro de su razón de ser. Pero no ha sido la salida del Reino Unido de la Unión Europea —proceso iniciado en 2017 y concluido en 2020— el único acontecimiento que ha levantado dudas respecto al futuro de la organización: la gestión de la crisis migratoria en Europa ha copado el centro de varios discursos, especialmente por parte de los movimientos de extrema derecha. Además, en opinión del filósofo y sociólogo alemán Jürgen Habermas, el supuesto distanciamiento entre los ciudadanos y las instituciones europeas se había iniciado con anterioridad, tras la firma del Tratado de Maastricht (1992), para traducirse progresivamente en expresión de la “desaparición del consenso permisivo ante el proyecto europeo” que había beneficiado a la clase dirigente en su diseño del modelo comunitario. En consecuencia, se comienza a exigir responsabilidades en especial en la forma en que se ha gestionado el proceso de integración.
En 2020 todos los debates quedaron aparcados como resultado de la pandemia de COVID-19 en Europa que trajo, entre otros momentos insólitos, la primera deuda compartida por los Estados miembros de la UE, recogida en el plan Next Generation EU. Durante los primeros meses de ese año, cuando el impacto socioeconómico de la pandemia comenzó a ser latente, se fraguó un cambio estructural en el relato europeo predominante.

### El debate democrático

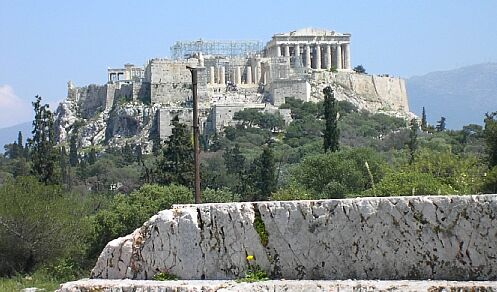
El 7 de septiembre de 2017 en la colina de Pnyx, con el Partenón de fondo, Macron, propuso la "refundación democrática" de la UE.

Emmanuel Macron ha manifestado que la refundación de la UE sólo se hará a través de un “debate democrático organizado”, ya que según el presidente francés, «los pueblos europeos necesitan apropiarse de la idea europea». Así mismo, en julio de 2017 en su primer discurso ante los diputados y senadores reunidos en sesión extraordinaria en el palacio de Versalles, el presidente francés llamó a recobrar el espíritu de los padres fundadores de la Unión Europea. Además anunció su intención de lanzar "convenciones democráticas" en los Estados miembros para «refundar» la Unión.
El mandatario ya había propuesto la creación de dichas convenciones en junio de 2016 cuando era ministro de economía del Gobierno Valls, antes de haber presentado su candidatura para las elecciones presidenciales de Francia de 2017. Ya candidato la idea formó parte de su proyecto durante la campaña que lo llevó a la presidencia. Entonces Macron consideró que dichas convenciones podían ser comparadas con los Estados generales de Francia durante el Antiguo Régimen, con el potencial de dar lugar a una «breve hoja de ruta» que fijaría las directrices europeas durante cinco a diez años.
Finalmente el mecanismo —oficialmente llamado “consultas ciudadanas”— se desarrolló entre abril y octubre de 2018 en los Estados miembros a excepción del Reino Unido, Hungría e Italia. Subsecuentemente los resultados fueron presentados al Consejo Europeo de diciembre siguiente. Paralelamente con las consultas, la Comisión Juncker organizó más de mil "Diálogos de ciudadanos" que junto a la iniciativa de Macron buscaron involucrar a los ciudadanos en la definición de la agenda de las elecciones europeas de 2019.

### La conferencia sobre el futuro de Europa y el Estado federal europeo
El Consejo Europeo abordará las reformas internas en sus próximas reuniones con vistas a adoptar, a más tardar en el verano de 2024, unas conclusiones sobre una hoja de ruta de los futuros trabajos.
Comunicado de prensa de diciembre de 2023.

La Conferencia sobre el Futuro de Europa fue un foro de debate y reflexión celebrado entre 2021 y 2022 donde la ciudadanía europea y diversas organizaciones no gubernamentales (ONG) aportaron ideas y opiniones sobre el porvenir institucional de la Unión Europea (UE). Se trató de una iniciativa conjunta del Parlamento Europeo, el Consejo de la Unión y la Comisión Europea, que han dado seguimiento —en sus respectivos ámbitos de competencia— a las recomendaciones formuladas durante el proceso. La Conferencia alcanzó unas conclusiones y aportó sus orientaciones en mayo de 2022.
En 2020, la idea de Emmanuel Macron para una “Conferencia de Reforma” fue adoptada por la Comisión y el Parlamento Europeo. Aunque inicialmente la conferencia debía comenzar ese año, su puesta en marcha fue aplazada como resultado de la pandemia de COVID-19, por lo que su inauguración en Estrasburgo, tuvo lugar el 9 de mayo de 2021. Adicionalmente, un impulso determinante llegó a finales de ese año cuando el gobierno Scholz de Alemania afirmó que se basaría en la conferencia como punto de partida para reformar la UE. Según esta iniciativa, la conferencia debería conducir a un proceso constitucional y, en última instancia, a un Estado federal europeo.
La Convención debe ser convocada por el Presidente del Consejo Europeo cuando esta institución adopte una decisión favorable a una revisión constitucional de los Tratados, previa propuesta del Parlamento Europeo, de la Comisión o de uno o varios Estados miembros y notificándose la misma a los parlamentos nacionales. No obstante, el Consejo Europeo podrá decidir por mayoría simple, y con la aprobación del Parlamento Europeo, no convocar una Convención si la importancia de las modificaciones previstas no justificara su llamamiento.
La Convención así convocada se constituirá con el mandato de redactar un proyecto de reforma constitucional, ajustado en lo posible al contenido propuesto en un principio al Consejo Europeo. Terminados sus trabajos, el presidente de la Convención entregará al Presidente del Consejo Europeo un proyecto adoptado por consenso. Si no pudiere alcanzarse tal consenso (no sobre cada punto sino sobre el conjunto del texto) en el seno de la Convención, bastará que ésta apruebe la reforma por mayoría simple.

### Fragmentación política
A comienzos de 2024, en el Consejo Europeo no participaba ninguno de los 27 miembros (sin contar al Reino Unido) que había a comienzos de 2017. Entre febrero de 2020 y diciembre de 2023, cambiaron 22 de los 27 líderes que forman dicha institución. Este relevo continuo en los gobiernos nacionales ha ocasionado que la posición de esos países en los debates comunitarios pierda claridad. Y es que, en su conjunto, los gobiernos no solo suelen durar menos tiempo que en décadas anteriores sino que, también, requieren un número mayor de partidos para sumar la mayorías parlamentarias. Por ejemplo, en 2021, Alemania formó su primer Gobierno tripartito (Gobierno Scholz) desde los años 1950 y España ha estado gobernada, a partir de 2020, por su primera coalición desde la transición democrática.
En las elecciones al Parlamento Europeo de 2019, las dos principales “familias políticas”, Partido Popular Europeo (PPE) y Partido de los Socialistas Europeos (PSE) por primera vez en la historia recibieron menos del 50 % de votos. Por ello tuvieron que contar con los votos del tercer grupo político, Renovar Europa, para alcanzar la mayoría de escaños necesaria al nombramiento de la Comisión Von der Leyen. Por su parte, los euroescépticos sumaron suficientes escaños para formar el tercer grupo más númeroso de la Cámara, pero esas fuerzas no lograron agruparse en torno a un proyecto y un liderazgo común ya que también sufrieron en fenómeno de disgregación. Así mismo, la irrupción del euroescepticismo fuerte —que hizo posible el referéndum del Brexit en 2016— eventualmente ha facilitado que los partidos políticos “tradicionales” cierren filas en torno al proyecto de integración europea.

### Ampliación potencial de la Unión
Entre los objetivos estratégicos de Emmanuel Macron y Olaf Scholz esta avanzar en el proceso de ampliación de la Unión. No obstante, han afirmado que van a asegurarse de que una UE ampliada «conserve su capacidad de actuar» gracias a la ampliación la votación por mayoría cualificada en el Consejo.
Estrategia para los Balcanes Occidentales
La Estrategia para los Balcanes Occidentales (también conocida como "Una perspectiva de ampliación creíble y un mayor compromiso de la Unión Europea con los Balcanes Occidentales") es una política seguida por la Unión Europea con sus socios y candidatos a la adhesión en la región occidental de la Península Balcánica. Anunciada por el presidente de la Comisión Europea, Jean-Claude Juncker, en su discurso sobre el estado de la Unión de 2017, esta política reúne los objetivos de la estrategia global para la Política Común de Seguridad y Defensa de la Unión Europea (PCSD) y la política de ampliación específica para los Estados de esta región.
El subgrupo regional de los Balcanes Occidentales está compuesto por cinco de los nueve estados candidatos (Albania, Bosnia y Herzegovina, Macedonia del Norte, Montenegro y Serbia) y Kosovo, que solo tiene el estatus de candidato potencial. Cada uno de estos estados ha firmado un Acuerdo de estabilización y asociación con la UE para facilitar su aproximación a las normas de la UE (criterios de Copenhague y eventual acervo comunitario).
Por los efectos derivados de la guerra ruso-ucraniana, los Balcanes Occidentales han adquirido mayor importancia geopolítica. Así, desde 2022 ha habido un replanteamiento de la relación bilateral y las instituciones europeas ha manifestado un interés por estabilizar la región y evitar conflictos que obliguen a desviar el foco de su respuesta a la invasión rusa de Ucrania. En consecuencia, la percepción de Rusia como un agresor ha ejercido de catalizador para reestructurar la política de ampliación de la UE. Este impulso ha implicado un cambio de paradigma respecto al rumbo tomado en 2014 cuando la Comisión Europea oficializó la parálisis de los procesos de adhesión en un momento de creciente contestación del relato europeo que fue conocido como la «fatiga europea». No obstante, la asertividad de la Comisión ha cambiado desde el final del mandato de Juncker y, sobre todo, a partir del mandato de Ursula von der Leyen.
Sin embargo, varios gobiernos de la UE —incluyendo el Eje Alemania-Francia— han considerado que la entrada de nuevos socios hace necesaria una reforma de la UE, y han expresado su preocupación, no solo sobre cómo proceder para garantizar la adhesión de nuevos Estados miembros sin que las instituciones pierdan eficacia, sino también por los insuficientes avances en las reformas de los candidatos. Y es que durante una década estas candidaturas —en diferentes fases de proceso— estuvieron marcadas por el inmovilismo y los vetos de los gobiernos de los Estados miembros, lo que incrementó el escepticismo en torno a una ampliación hacia la región.
Antes de finalizar el proceso de ampliación existen aspectos decisivos que tratar como la repartición del poder político derivado del aumento demográfico de la UE, cómo redistribuir los fondos de cohesión o cómo lograr consensos y unidad de acción cuando los Estados miembros superen la treintena, habida cuenta de los problemas existentes para alcanzar la unanimidad, sobre todo en materias como la fiscalidad o la PCSD. El sistema de mayoría cualificada en la Unión Europea que rige las votaciones en el Consejo de ministros requiere los votos del 55 % de los Estados miembros que representen a una mayoría del 65 % de la población de la Unión.

## Capacidad geopolítica, autonomía estratégica y soberanía europea
La política exterior y de defensa es un terreno donde los Estados miembros suelen abogar por mantener su soberanía nacional. Ello no ha impedido que conceptos como “unión europea de la defensa”, “soberanía europea” o “autonomía estratégica” se hayan convertido en un lenguaje común para significar la ambición de la UE de actuar como un actor internacional y contribuir a dar forma al “nuevo orden mundial”. No obstante, estos conceptos no han sido definidos con precisión y suelen ser interpretados de forma ambigua, cuando no contradictoria, lo que ha contribuido a eludir el debate sobre la definición estratégica de la UE.
Además de las cuestiones de defensa, la UE busca reducir su dependencia en varios sectores. Este es el caso de lo digital, en cuyo ámbito las tecnologías emergentes, como la inteligencia artificial o la computación cuántica, revisten crucial importancia para la Unión. La tecnología digital es también fuente de riesgos —guerras informáticas— que pueden ser llevados a cabo por multitud de actores y que denotan el interés estratégico del sector. Así mismo, debido a la interdependencia mundial entre las economías, el comercio, la salud y la energía también se ven afectados (la crisis mundial energética es un ejemplo notable de dicha situación).
En este contexto Ursula von der Leyen anunció, desde el inicio de sus funciones como presidenta de la Comisión Europea en 2019, su aspiración de dirigir lo que llamó una “Comisión geopolítica”. Su administración consideró necesario “pensar cómo garantizar la autonomía estratégica”, pero dejó claro que ese concepto no significaba que se debía buscar la autosuficiencia, ya que dada la complejidad de las cadenas de suministro, esto sería un objetivo inalcanzable.
En otro apartado, la ayuda al desarrollo de la UE —sumando las instituciones europeas y cada uno de los Estados miembros— se ha alineado tradicionalmente con los principios del desarrollo humano y sostenible. Sin embargo, estos paradigmas han interactuado también con la creciente presencia de objetivos geopolíticos.
Existen númerosas definiciones del término geopolítica y estas no convergen en una misma dirección. En el caso de Von der Leyen el uso de la palabra "geopolítica" solo tiene sentido e interés para permitir que la UE se posicione como un actor de pleno derecho en la escena mundial. En este sentido, querer una Comisión "geopolítica" demuestra la ambición de dar a la Unión los medios para hablar en pie de igualdad con los gigantes internacionales —China, Estados Unidos y Rusia— y como tal, esta orientación es calificada también como “política de poder”.

### El Pacto Verde y la Década Digital
En enero de 2023, durante el Foro Económico Mundial, la presidenta de la Comisión Europea, Ursula von der Leyen, anunció el Plan Industrial del Pacto Verde que busca contrarrestar el impacto de las subvenciones para atraer las «capacidades industriales a China o a otros lugares» en la economía comunitaria y desarrollar una legislación para un tejido de cero emisiones con «objetivos claros» antes de 2030. Según Von der Leyen, el plan pretende abarcar la cualificación profesional, el entorno normativo, la financiación y el comercio internacional, centrándose en agilizar permisos para facilitar la inversión en los sectores cruciales de la cadena de suministro para alcanzar el objetivo de cero emisiones netas. Para tal fin, la Comisión Von der Leyen presentará una ley de Industria Cero Neto, similar al proyecto legislativo sobre semiconductores, que fijará objetivos "claros" para la tecnología limpia europea a partir de 2030.
Por su parte, la Década Digital 2030 es un programa político de la Comisión Europea (Comisión Von der Leyen) para coordinar el desarrollo del mundo digital en la Unión Europea hasta 2030. Esta declaración establece objetivos, así como los medios para lograros y organiza la interacción de los Estados miembros, en colaboración con el Consejo, la Comisión y el Parlamento Europeo, para dar forma a sus políticas digitales en cuatro áreas: mejora de las habilidades digitales de los ciudadanos; impulso a la adopción de nuevas tecnologías —inteligencia artificial, los datos, la computación en la nube, etc— en las empresas radicadas en la Unión; avance en conectividad, informática e infraestructura de datos, y disponibilidad de los servicios públicos digitales. El programa también crea un marco para el desarrollo de proyectos multinacionales que busca unir fuerzas entre los Estados miembros para lograr sus iniciativas digitales.

### La UE como potencia
La Comisión Europea considera que la Unión es una «potencia geopolítica» y una «gran potencia económica». A diferencia de la OTAN que cuenta básicamente sólo con medios militares, la fuerza de la Unión Europea radica en poder utilizar varios mecanismos para influir en las relaciones de poder globales. Sin embargo, desde los años 2010 cada uno de los hitos en el camino hacia el poder de la Unión ha sido causado por crisis de origen externo (Gran Recesión, pandemia de COVID-19 y guerra ruso-ucraniana).
El término "potencia" se aplica a los Estados o agentes de las relaciones internacionales que han alcanzado una situación militar victoriosa o un estado de seguridad nacional que proteja su soberanía o intereses estratégicos de cualquier desafío dentro del sistema internacional. El término "poder", en la esfera internacional, también se usa para describir los recursos económicos y capacidades de un Estado. Este uso tiende a conformar una definición cuantitativa —del tipo de las que usan los geopolíticos y militares— donde las capacidades se entienden en términos tangibles y mensurables.
Otra conceptualización que intenta avanzar más allá de la dimensión del poder propia de los criterios tradicionales, es la referente al denominado “poder blando”. Este término hace referencia a la habilidad para influir en el comportamiento de otros Estados mediante la cooptación y la atracción, en lugar de recurrir a la coerción o a la implementación compensaciones, que son mecanismos propios del “poder duro”. Si se considera que la geopolítica tiene un componente geoeconómico sustancial, algunos actores tienen la oportunidad de desempeñar un papel en cuestiones clave como el comercio internacional, la regulación y el derecho de la competencia. Así por ejemplo, instrumentos tradicionales de la Unión Europea, considerados como "poder blando", podrían ser explotados como "poder duro". En cuanto al “poder potencial” (recursos), paradójicamente es posible encontrar situaciones en que Estados con vastas capacidades en este sentido no logran alcanzar sus objetivos de poder.

### Nuevo enfoque para la política comercial: “El instrumento anticoerción”
Para enfrentar los desafíos planteador por el supuesto “chantaje económico” de China, Rusia, Turquía y otros socios comerciales (incluido Estados Unidos), la Comisión ha dado prioridad a una reforma de la Organización Mundial del Comercio (OMC), que incluye compromisos globales sobre comercio y clima, nuevas reglas para el comercio digital, reglas fortalecidas para luchar contra las distorsiones de la competencia, así como el restablecimiento de su sistema vinculante de solución de controversias. La Comisión también quiere integrar el compromiso con la neutralidad de carbono en futuros acuerdos bilaterales de libre comercio.
En 2020, la Comisión consideró que desde hacía varios años, había habido un número creciente de  países extranjeros que buscaban «influir en las decisiones o el comportamiento de la UE o de los Estados miembros de la UE» e intentaban «presionar para que se siguiese una determinada dirección política restringiendo el comercio o las inversiones» en detrimento de empresas originarias de la UE, —especialmente las que operaban en estos terceros países—. También el Parlamento Europeo y los gobiernos nacionales expresaron su preocupación por la situación, considerando que este tipo de prácticas interfería con la elaboración de políticas de la UE y sus Estados miembros y socavaba la autonomía estratégica de la UE.
En respuesta a esta preocupación se forjó un acuerdo sobre una declaración conjunta de las Instituciones políticas de la Unión relativa a crear «un nuevo instrumento legislativo para disuadir a terceros países de practicar acciones coercitivas y contrarrestar tales prácticas». Dicho mecanismo debería permitir a la Comisión aplicar restricciones comerciales, de inversión o de otro tipo a cualquier país —no perteneciente a la Unión— que interfiera de forma indebida en las decisiones de la UE o de sus Estados miembros.
La UE pretende lograr un equilibrio entre una agenda positiva con sus socios y las herramientas defensivas de cara a la supuesta nueva era de la geoeconomía. Del mismo modo —tomando como punto de partida el principio de que la UE necesita ser económicamente fuerte para avanzar en su autonomía— se han renovado las discusiones sobre las políticas comerciales y de competencia de la UE, así como de su papel en el establecimiento de estándares internacionales. Además la Unión busca acelerar su diplomacia económica basada en su enfoque del multilateralismo.

### Integración en materia de Defensa
Genéricamente el concepto de autonomía estratégica se vincula a las capacidades indispensables para llevar a cabo acciones militares autónomas. Específicamente, el concepto cuenta con tres dimensiones: política (estrategia), operativa (capacidades) o industrial (equipos). Su implementación obliga a redefinir el concepto de soberanía de cada Estado miembro de la UE, ya que, debido a la pérdida capacidad militar para garantizar su soberanía individualmente, los gobiernos deben evaluar qué partes de su defensa se europeízan y el nivel de especialización al que optan.
Este enfoque ha ganado terreno tras el Brexit mientras la UE buscaba una respuesta a la relativa crisis del multilateralismo, la creciente competencia entre China y Estados Unidos, el potencial agitador de Rusia y los diversos conflictos latentes en la vecindad de la UE. Así, la retirada de tropas estadounidenses de Afganistán en el verano de 2021 sirvió para que la UE reafirmara sus pretensiones para el fortalecimiento de su defensa ya que parte de los líderes europeos consideraron que el incidente —la Unión se opuso no solo a la retirada, sino también a la forma en que se hizo— era una señal de que Estados Unidos estaba regresando al aislacionismo y volviéndose menos confiable. En consecuencia, el Discurso sobre el estado de la Unión pronunciado en septiembre de 2021 por Von der Leyen, planteó varios planes de coordinación entre los miembros de la UE y propuestas sobre cooperación global. «Estamos entrando en una nueva era de hipercompetitividad», dijo, y sugirió que Europa se convierta en «un jugador global más activo».
Ya en su Libro Blanco sobre la Defensa de junio de 2017, la Comisión Europea amplió su enfoque industrial de la autonomía a otros aspectos asociados con la regulación de las inversiones estratégicas extranjeras, la cantidad del gasto de defensa y proporcionar una mejor relación calidad-precio a través de adquisiciones multinacionales y la reducción de la dependencia europea de terceros países para componentes clave. Y es que solamente algunos Estados de la UE disponen de criterios propios de autonomía estratégica que puedan aplicar a nivel comunitario. Es así que el gobierno de Francia ha considerado que las autonomías estratégicas nacional y europea, se refuerzan mutuamente en la medida en que aumentan sus posibilidades de actuación. Además el sentido de autonomía está más arraigado en Francia que en otros Estados ya que este país —en tanto que potencia nuclear— precisa de una libertad de acción amplia y dispone de un sector industrial bajo control público.
Mientras tanto se ha puesto en marcha la llamada Capacidad Militar de Planificación y Ejecución (CMPE), que se aprobó en junio de 2017. Los Estados miembros desbloquearon la creación de este cuartel en Bruselas que planifica y ejecuta las misiones militares no ejecutivas. Este embrión de cuartel militar permanente de la UE asumió el mando de las misiones de formación militar de la Unión en África Central, Mali y Somalia.
Por su parte, en el ámbito industrial, el objetivo del gobierno alemán es preservar sus tecnologías críticas nacionales y aumentarlas mediante la cooperación europea al respecto. Sin embargo, en la progresiva construcción de la autonomía estratégica, el contexto geopolítico y la “crisis existencial” de la UE han favorecido iniciativas bilaterales de carácter militar en el eje franco-alemán. En consecuencia, estos países ven necesario aumentar la autonomía estratégica de la UE porque complementa –no sustituye– a su propia capacidad nacional. Además, como resultado del Brexit, el Reino Unido ha dejado de obstaculizar la puesta en marcha de la política de defensa europea. Sin embargo las relaciones estratégicas e industriales que Alemania y Francia mantienen bilateralmente con dicho país podrían permitir al Reino Unido continuar estando presente en la defensa europea.
En lo relativo a las relaciones transatlánticas, la invasión rusa de Ucrania fue la protagonista de la Cumbre de Madrid de 2022 que profundizó los intercambios entre la Organización del Tratado del Atlántico Norte (OTAN), la UE y sus Estados miembros.

#### La Brújula Estratégica
| La Brújula Estratégica indica las cuatro direcciones en las que se debería avanzar |  |                      |
| \| Resiliencia \| Resiliencia \| Resiliencia \| \| Gestión de crisis \| \| Capacidad de defensa \| \| Asociaciones con aliados \| Asociaciones con aliados \| Asociaciones con aliados \| \| ------------------------ \| ------------------------ \| ------------------------ \| |  |                      |
| Resiliencia |  |                      |
| Gestión de crisis |  | Capacidad de defensa |
| Asociaciones con aliados |  |                      |

En junio de 2020, los ministros de defensa de la UE acordaron desarrollar un documento denominado Brújula Estratégica para definir los objetivos de la organización en cuanto a la política de seguridad y defensa. El primer borrador del texto, presentado en noviembre de 2021, se basaba en un «análisis de amenazas» que fue realizado partiendo de información suministrada por los diferentes servicios de inteligencia de los Estados miembros de la UE en el marco del diálogo estructurado con las instituciones de la UE y varios expertos. Así, entre febrero y marzo se sucedieron diferentes versiones del texto tomando en cuenta las medidas en materia de defensa presentadas por la Comisión Europea a mediados de febrero. Adicionalmente varios acontecimientos internacionales —en particular la invasión rusa de Ucrania— afectaron el acuerdo final  aprobado por los líderes europeos en marzo.
La Brújula Estratégica no sustituirá a la Estrategia Global de la UE (EGUE) —presentada en 2017 por Federica Mogherini, entonces Alta Representante de la Unión para Asuntos Exteriores y Política de Seguridad— que establece las prioridades generales de la política exterior de la Unión. En cambio, se supone que es una estrategia de "rango medio", que traduce las prioridades de la UE en objetivos tangibles y define qué capacidades debe desarrollar la Unión. La Brújula también tiene como objetivo fomentar una "cultura estratégica" europea común, impulsando a los Estados miembros hacia un entendimiento común de las amenazas clave para la UE y cómo contrarrestarlas juntos.
En consonancia, se ha debatido la cuestión del uso de la cláusula de defensa mutua (artículo 42, apartado 7, del TUE) que establece que si un Estado miembro es víctima de agresión armada en su territorio, el resto de Estados tienen la obligación de ayudar y asistir a través de todos los medios a su alcance. Para Alemania, no obstante, también sería necesario lanzar una europeización de la "disuasión nuclear" de Francia y de su lugar en el Consejo de Seguridad de las Naciones Unidas.

#### La Revisión Anual Coordinada de Defensa
| Áreas de enfoque (informe final CARD 2020) |
| --- |
| - Tanques de batalla principales - Sistemas de soldado - Barcos de superficie clase patrulla - Contador de sistemas aéreos no tripulados - Aplicaciones de defensa en el espacio - Movilidad militar |

La Revisión Anual Coordinada de Defensa (CARD por sus siglas en inglés), es una herramienta concebida para proporcionar un panorama de las capacidades de defensa existentes en la UE e identificar áreas de cooperación potenciales entre sus Estados miembros. La idea es conducir a una sincronización gradual y una adaptación mutua de los ciclos de planificación de la defensa de los diferentes Estados miembros y las prácticas de desarrollo de capacidades, lo que a su vez, pretende garantizar un uso óptimo y coherente de los planes nacionales de gasto de defensa.
Basada en un concepto desarrollado por la Agencia Europea de Defensa, (AED), la CARD fue aprobada por el Consejo de la Unión Europea en mayo de 2017. Desde entonces, la Agencia, junto con el Estado Mayor de la Unión Europea (EMUE), actúa como la Secretaría de la CARD. Es así que el primer ciclo completo de la CARD se lanzó en otoño de 2019 y se completó en noviembre de 2020 con un informe final presentado a la reunión de Ministros de Defensa de los Estados miembros. Dicho informe identificó 55 “oportunidades de colaboración” y recomendó a los gobiernos nacionales que concentren sus esfuerzos en seis “áreas de enfoque”.

#### El Fondo Europeo de Defensa
| Programas precursores del FED |
| --- |
| Acción Preparatoria de la Unión sobre Investigación en materia de Defensa: con un presupuesto de 90 millones de euros para el período 2017-2019, cubrió la fase de investigación de los productos de defensa (incluidas las tecnologías disruptivas). |
| Programa Europeo de Desarrollo Industrial en materia de Defensa: con una dotación de 500 millones de euros para el período 2019-2020, apoyó proyectos colaborativos relacionados con el desarrollo (incluidos el diseño y la creación de prototipos). |

El proyecto para la creación del Fondo Europeo de Defensa (FED) fue propuesto por la Comisión Juncker el 7 de junio de 2017, y desde el comienzo fue apoyado activamente por Francia y Alemania. El documento de debate sobre la defensa europea era parte de la estrategia de la Comisión para el futuro de la Unión y fue desarrollado conjuntamente por Mogherini y Jyrki Katainen, vicepresidente de la Comisión y Comisario europeo de Fomento del Empleo, Crecimiento, Inversión y Competitividad. Siguiendo este lineamiento, durante el Consejo Europeo de ese mes, los miembros de dicha institución acordaron buscar medidas para lograr una mayor cooperación militar, acompañada de la homologación del armamento.
Si bien el FED no va a reemplazar los presupuestos nacionales de defensa, sí proporcionará incentivos para la cooperación en la investigación, el desarrollo y la adquisición conjuntos de equipos y tecnologías de defensa. Así, el presupuesto comunitario ha financiado por primera vez la defensa, aunque el material desarrollado entre todos pertenecerá solo al Estado que lo compre. Con ello se refuerza la Agencia Europea de Defensa, creada en 2004 para, cuyo presupuesto el Reino Unido mantuvo congelado durante años.
En diciembre de 2020, las instituciones políticasde la Unión alcanzaron un acuerpo político que dotó de 7.953 millones de euros al FED dentro del marco financiero plurianual (2021-2027). De esta cifra aproximadamente un tercio se destinará a financiar «proyectos de investigación competitivos y colaborativos» —en particular mediante subvenciones— y el resto se destinara a complementar la inversión de los diferentes Estados miembros, mediante la cofinanciación de los costes de desarrollo de las capacidades de defensa tras la fase de investigación.

#### El Fondo Europeo de Apoyo a la Paz (acción en Ucrania)
El Fondo Europeo de Apoyo a la Paz (FEAP) es un instrumento para la financiación de acciones de la Unión Europea encaminadas al mantenimiento de la paz, la prevención de conflictos y el fortalecimiento de la seguridad internacional. Enmarcado en la Política Exterior y de Seguridad Común (PESC), este fondo coordina las iniciativas de los Estados miembros y ha ampliado el apoyo a los socios de la UE a nivel mundial. Así, desde su puesta en marcha en 2021, la UE puede complementar las operaciones en terceros países, como en el caso de la implicación de la Unión Europea durante la invasión rusa de Ucrania, cuando el Consejo de 28 de febrero de 2022 aprobó la decisión relativa al suministro a las fuerzas armadas ucranianas de equipos y plataformas militares diseñados para producir efectos letales.
Para contribuir a aumentar las capacidades militares y de defensa autónomas de los países socios, el fondo puede suministrar equipos e infraestructuras relacionados y aportar medidas de asistencia. El instrumento, que cuenta con 5.000 millones de euros para el periodo 2021-2027 (al margen del presupuesto de la Unión Europea), garantizá una financiación de los costes de las operaciones de la Política Común de Seguridad y Defensa (PCSD).

#### La Cooperación estructurada permanente
La CEP fue añadida en el Tratado de Lisboa —recogido en los artículos 42.6 y 46, así como en el Protocolo 10 del Tratado de la Unión Europea— pero nunca había sido utilizado. Por ello, en el Consejo de Asuntos Exteriores de junio de 2017, Federica Mogherini demandó un mayor apoyo para la implementación de la CEP. En respuesta, el Consejo instó a los responsables de la defensa comunitaria a proponer una serie de criterios y compromisos vinculantes en defensa y seguridad que permitiesen cumplir «las misiones más exigentes» a los Estados miembros que participasen en la CEP. A partir de entonces se realizaron encuentros preparatorios que permitieron a cada Estado miembro fijar su postura en torno a la CEP durante la reunión ministerial en Tallin de septiembre siguiente que sirvió como preámbulo al Consejo Europeo de octubre, momento que había sido establecido como el límite para que los gobiernos pusiesen en firme sus posturas. Sin embargo, durante el Consejo se designó el 13 de noviembre de 2017 como la fecha definitiva para definir la participación de cada Estado miembro.
De esta forma, un total de 23 Estados miembro firmaron la carta para notificar su intención de sumarse a la CEP, durante una ceremonia en la fecha convenida realizada en Bruselas entre los ministros de Exteriores y Defensa. Los únicos gobiernos que no se sumaron a la iniciativa fueron Irlanda, Portugal, Malta y Dinamarca, aunque finalmente solo estos últimos dos Estados no aceptaron los compromisos vinculantes durante la reunión de Asuntos Exteriores del 11 de diciembre siguiente, cuando se tomó la decisión formal para aprobar la CEP. De esta forma, entre la idea que defendía el gobierno francés con una avanzadilla de Estados implicados, y el proyecto inclusivo que impulsó el gobierno alemán, se impuso esta última opción.
En noviembre de 2021 el Consejo adoptó una Decisión por la que se lanzó la cuarta ola de proyectos de CEP que amplió la lista de proyectos que debían emprenderse. Ya en marzo de 2018, el Consejo adoptó una lista inicial de 17 proyectos y en noviembre de 2018, adoptó un segundo lote de 17 y, un tercer lote de 13 en noviembre de 2019. En consecuencia, el número de proyectos de colaboración se elevó a sesenta en ámbitos diversos como los centros de formación, los sistemas de formación terrestre, los sistemas marítimos y aéreos, la ciberseguridad, los servicios de capacitación o el espacio.

##### Proyectos de carácter industrial-militar

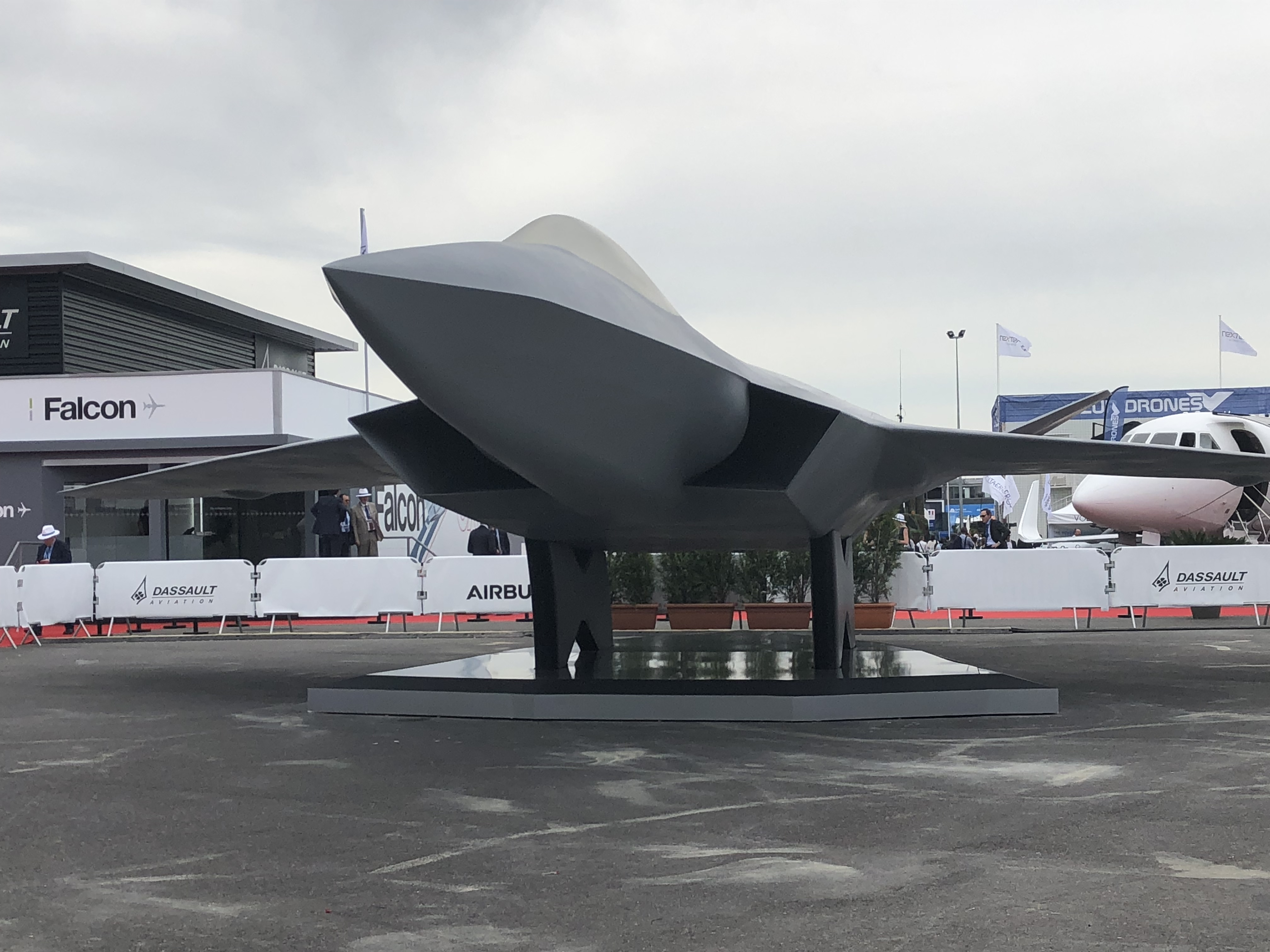
En junio de 2019, España se sumó en igualdad de condiciones que Alemania y Francia, al proyecto del Futuro Sistema Aéreo de Combate (FSAC).

En 2017 Alemania y España solicitaron a Airbus que elaborase una propuesta bajo el nombre Futuro Sistema Aéreo de Combate (FSAC). Posteriormente, Emmanuel Macron y Angela Merkel acordaron desarrollar el FSCA para reemplazar las flotas de aviones de combate de sus respectivos países, sin incluir a España. En febrero de 2019, Alemania y Francia sentaron las bases del proyecto con la entrega del contrato dotado con 65 millones de euros que permitirá a los industriales definir sus “grandes líneas” y un acuerdo entre los fabricantes de motores MTU Friedrichshafen y Safran. En junio de ese mismo año España se reincorporaría al proyecto.
El FSAC suministrará a los países participantes los sucesores de sus aviones de combate, pero también drones y misiles, bajo un “sistema integrado”. Safran y MTU Aero Engines firmaron un acuerdo para la fabricación del motor de dichos aviones, que las partes esperan poner en servicio antes de 2040 para sustituir a la generación actual de Dassault Rafale y Eurofighter Typhoon.

### Reforma del acuerdo de Schengen
La gestión común de las fronteras exteriores de la UE comenzó a ser una necesidad tras la puesta en marcha del espacio Schengen, que suprimió los controles fronterizos internos entre los socios en 1995. No obstante cada Estado miembro ha conservado un control sobre sus propios límites territoriales. Por su parte, las instituciones comunitarias apenas tienen potestad sobre la vigilancia y gestión de dichas fronteras a pesar de que es vital para garantizar el buen funcionamiento del espacio Schengen y del mercado interior de la Unión Europea. Además, la crisis migratoria en Europa y la pandemia de COVID-19 han puesto en peligro la libertad de circulación en la Unión Europea. Ante el riesgo de flujos migratorios descontrolados o de amenazas internacionales, los diferentes gobiernos nacionales han respondido con el cierre de sus fronteras.
Es así que en el marco del proyecto de refundación de la Unión Europea, el presidente francés Emmanuel Macron dijo —durante su rueda de prensa sobre la presidencia francesa del Consejo de la Unión Europea (2022)— que quería «una reforma del espacio Schengen» con nuevos mecanismos de protección fronteriza, ante las crisis migratorias. El jefe de Estado abogó por una UE que «sepa proteger sus fronteras» ante las crisis migratorias, al delinear una serie de reformas como la que busca la creación de mecanismos de apoyo de emergencia en caso de una crisis en la frontera de un Estado miembro. Este país debería «poder contar con el apoyo de Frontex, pero también con la solidaridad de los estados miembros» dijo.
Paralelamente, la Comisión Europea presentó su propuesta de reforma del espacio Schengen con la que busca que sean las instituciones comunitarias las que decidan el cierre de las fronteras exteriores en caso de crisis sanitaria. De esta forma, dichas instituciones tendrían la potestad de aplicar una política uniforme ante fenómenos como los de la pandemia de COVID-19. Además, la propuesta constituye un paso en la federalización de la Unión y, eventualmente, podría servir de modelo para una mejor gestión, coordinada y uniforme de otro tipo de emergencias en las fronteras exteriores, como crisis migratorias, donde ya se ha constatado que los Estados por sí solos no pueden hacer frente. Este cambio representaría una cesión más de soberanía por parte de los Estados miembros, aunque no se «perdería» ya que cada Estado tendría voz y voto en el Consejo, la segunda institución colegisladora después del Parlamento.
El proyecto señala que sería el Consejo (donde los Estados tienen voto y están representados por sus ministros), el que asuma esa potestad para decretar el cierre generalizado de fronteras, a propuesta de la Comisión y con el escrutinio del Parlamento Europeo. La nueva norma (añadida al artículo 21 del Código Schengen) permitiría a la Comisión proponer el cierre de fronteras exteriores tan pronto como el Centro Europeo para la Prevención y Control de Enfermedades detecte un fenómeno con potencial epidémico. Una vez aprobado, el cierre sería obligatorio para todos los Estados miembros.

### Supresión de la unanimidad en política exterior o fiscal
Los principales impulsores de la refundación de la Unión Europea han intensificado sus esfuerzos para abolir el requisito de la unanimidad en política exterior comunitaria para evitar los vetos nacionales en política exterior. En este sentido —aunque los Tratados no son inmodificables—, pasar de la unanimidad a la mayoría para las votaciones en cuestiones de política exterior o fiscal, ya puede llevarse a cabo con el Tratado de Lisboa. No obstante, ello constituiría una reforma institucional de alcance considerable.
- Introducción de la votación por mayoría cualificada (procedimientos que no precisan una modifición de los tratados):[214]

Una cláusula pasarela es una cláusula en los tratados de la Unión Europea que permite la alteración de un procedimiento legislativo sin una modificación formal de los tratados.
 El uso de una cláusula pasarela requiere la unanimidad de todos los Estados miembros, aunque los Estados miembros con opciones de exclusión voluntaria y aquellos que no participan en un área bajo cooperación reforzada pueden no tener voto. A diferencia de la revisión formal del tratado, su uso no requiere ratificación nacional.
La abstención constructiva o abstención positiva es un procedimiento para la adopción de decisiones dentro de la Unión Europea que permite —cuando el procedimiento de adopción requiere la unanimidad— a un Estado miembro de la Unión Europea abstenirse de votar sin que ello impida la adopción de la decisión. Con este método —que refiere únicamente al Consejo Europeo y al Consejo de la Unión Europea— si la abstención va acompañada de una “declaración formal” del Estado interesado, este no está obligado a aplicar la decisión aunque esta obligará a la Unión en su conjunto.

## El gobierno económico de la eurozona y el presupuesto
| Propuestas de la Comisión Juncker (mayo de 2017) |
| Completar la Unión Financiera y Bancaria (avanzando en la reducción y el reparto de riesgos en el sector bancario). |
| Poner en marcha la Unión de los Mercados de Capitales. |
| Avanzar en la Unión Económica y Presupuestaria mediante el fortalecimiento del Semestre Europeo de coordinación de las políticas económicas. |
| Reforzamiento de las instituciones de la eurozona. |
| Los Estados miembros deberán aceptar compartir más responsabilidades sobre asuntos del euro, dentro de un marco legal común a través de los Tratados de la Unión Europea y sus instituciones, un enfoque intergubernamental o una combinación de ambos. |

En 2017 Emmanuel Macron sugirió que la eurozona debía continuar desarrollándose. Para lograrlo, planteó la necesidad de instaurar el cargo de ministro de Finanzas, un presupuesto común y el desarrollo de la unión bancaria. Angela Merkel se mostró abierta a estas ideas aclarando que podía «imaginar muy bien» un gobierno económico al no existir diferencias de peso entre las economías de los miembros de la eurozona, recalcando que la toma de decisiones, las responsabilidades y los riesgos no deberían compartirse, sino que deberían continuar en manos de los Estados miembros.
Por su parte, la Comisión Juncker propuso cambiar las instituciones que gobiernan el euro, como son el Eurogrupo y el Consejo de Asuntos Económicos y Financieros de la Unión Europea (Ecofin). El gobierno económico para la eurozona estaría acompañado de una emisión conjunta de deuda y un sistema de seguro de depósito europeo. El plan —que no implicaría una mutualización de la deuda— estaría vinculado a una garantía paneuropea de depósitos (especie de Tesoro europeo común), para que los bancos fuesen un asunto comunitario y no solo del Estado en el que tienen su sede.
Los planes de la Comisión Juncker fueron bien acogidos por Macron y Merkel, que confirmaron su intención de avanzar en estas reformas para reforzar la unión económica y monetaria. Sin embargo, habría que contar con el beneplácito de los Estados que no forman parte del euro si los cambios requiriesen una reforma del Tratado de la Unión Europea, aunque sin el respaldo del Reino Unido tras el Brexit, los gobiernos de los Estados fuera del euro tendrán más difícil oponerse a las iniciativas consensuadas por la eurozona, ya que no suman el requerido 35 % de la población para una minoría de bloqueo. Es así que ya en 2018 los líderes europeos fijaron por primera vez un calendario para dotar a la Unión Monetaria de un presupuesto para la eurozona, pero la desconfianza mutua entre los socios retrasó sine die la culminación de la Unión Bancaria. No obstante, desde 2019 la Comisión Von der Leyen tiene entre sus prioridades profundizar la unión bancaria y de los mercados de capitales. La institución europea también pretende crear un nuevo “instrumento anticoerción” que, de ser adoptado, permitiría prevenir y contrarrestar las medidas coercitivas —en el comercio o las inversiones— adoptadas por terceros países.

### El Plan de recuperación y el Marco financiero plurianual (2021-2027)
La cuestión recibió un nuevo impulso con la crisis de la pandemia de COVID-19. El 18 de mayo de 2020, Merkel y Macron propusieron la puesta en marcha de un fondo de recuperación de la economía europea —a través de subvenciones no reembolsables— por 500 millardos de euros, destinado a los Estados y los sectores económicos más golpeados por la crisis. Partiendo de este anuncio, el 27 de mayo siguiente, la Comisión Von der Leyen presentó el programa Next Generation EU (Próxima Generación UE), de 750 millardos de euros que se distribuirán entre los Estados comunitarios en los siguientes dos años a través de transferencias directas y préstamos. Este fondo de recuperación se añade al marco financiero plurianual (MFP) para el periodo 2021-2027, cuyo borrador fue presentado en la misma ocasión.
El plan fue aprobado en la cumbre europea de julio siguiente, durante la presidencia pro tempore alemana del Consejo de la UE, cuando tras cuatro días de negociaciones, el Consejo Europeo acordó unos montos definitivos, diferentes a los del Next Generation EU original. Así, la partida para las transferencias directas sería de 390 millardos de euros (frente a los 500 millardos previstos), y el monto de los préstamos pasó a 360 millardos (frente a los 250 millardos previstos). En cuanto al MFP, este tendrá un volumen de 1,074 billones de euros, frente a los 1,1 billones de propuestos inicialmente. El documento estipula que, una vez aceptada la distribución de subsidios, los planes nacionales de inversiones y reformas serán evaluados por la Comisión y aprobados en el Consejo por mayoría cualificada. Para ello, los planes deberán ser coherentes con las recomendaciones formuladas por el Ejecutivo comunitario.
El Next Generation EU pretende recaudar dinero elevando temporalmente el límite máximo de recursos propios al 2,00 % del producto nacional bruto de la UE, lo que permitirá a la Comisión utilizar su calificación de crédito para pedir prestados 750 millardos de euros en los mercados financieros. Esta financiación adicional se canalizará a través de programas de la UE y se reembolsará a lo largo de los futuros presupuestos de la UE, no antes de 2028 ni después de 2058. Para ayudar a hacer esto, la Comisión propuso una serie de nuevos recursos propios. Así, el Mecanismo Europeo de Recuperación y Resiliencia (MRR), que es elemento central de Next Generation EU, cuenta con 672,5 millardos de euros en préstamos y subvenciones para apoyar las reformas e inversiones emprendidas por los Estados miembros. Y es que en febrero de 2021, después de que la Eurocámara diese su aprobación, el Consejo avaló las normas que rigen cómo acceder y utilizar estas ayudas. Con la entrada en vigor del MRR se abrió el plazo para que los Estados puedan presentar oficialmente a la Comisión Europea sus planes para recibir los fondos.
Todos los recursos se inyectan a través de programas de gasto ya previstos en los presupuestos, lo que permite al Parlamento Europeo actuar como colegislador y pronunciarse al igual que el Consejo Europeo. El plan incluye también la creación contribuciones presupuestarias asignadas directamente a las cuentas de la UE. Además, los anuncios de Von der Leyen se sumaron al plan anticrisis presentado por el Eurogrupo y ratificado en videoconferencia por el Consejo Europeo del 23 de abril anterior. Se trata de un paquete que busca movilizar hasta 540 millardos de euros a través de tres vías: 240 millardos en líneas de liquidez para los Estados a través del Mecanismo Europeo de Estabilidad (MEDE); otros 100 millardos a través de un fondo contra el desempleo (SURE, por sus siglas en inglés); y, finalmente, una línea de crédito de 200 millardos de euros para las empresas a través del Banco Europeo de Inversiones (BEI).
Si se suman los montos de los planes anunciados por la Comisión y el Eurogrupo a otras partidas, podría movilizarse directa e indirectamente una cuantía superior a los tres billones de euros. De esta manera, se busca compensar el lastre financiero con una reestructuración económica que prepare una revolución medioambiental y tecnológica que ya era considerada inevitable antes de la pandemia.

### El Fondo para la Soberanía Europea
El Fondo para la Soberanía Europea es una propuesta de la Comisión Europea —en el contexto de la revisión del sexto marco financiero plurianual— para respaldar la industria de la Unión Europea en sectores estratégicos a través de la inversión. Aunque el proyecto ha hecho parte del plan de gobierno de la Comisión Von der Leyen desde sus inicios en 2019, las medidas concretas para su desarrollo sólo serán presentadas en el verano boreal de 2023.
Ya que no todos los Estados miembros disponen de un margen presupuestario suficiente, la Comisión considera que el Plan Industrial del Pacto Verde necesita un fondo para la soberanía con el cual poder «evitar un efecto de fragmentación en el mercado único». En este sentido, el fondo pretende aumentar la financiación de la UE proporcionando «una solución estructural para aumentar los recursos disponibles para la investigación, la innovación y los proyectos industriales estratégicos».

### Revisión del Pacto de estabilidad y crecimiento
Entre 2021 y 2022 el presidente francés, Emmanuel Macron, y el presidente del Consejo de Ministros de Italia, Mario Draghi, se mostraron dispuestos a liderar dentro de la UE, la ofensiva para transformar las normas sobre fiscalidad, inversión y ayudas de Estado que en su opinión amenazarían la recuperación de la Unión tras la pandemia de COVID-19. En este sentido, el Tratado del Quirinal —convenio de amistad bilateral firmado en noviembre de 2021— sirvió también para sentar las bases de lo que debería ser un previsto documento común que afronte la revisión del Pacto de estabilidad y crecimiento, entre otros asuntos. Así, el empuje de ambos países —que suponen algo más de un tercio del PIB de la eurozona— pretendía marcar el terreno ante el inicio de los debates que serán fundamentales en la futura gobernanza política y económica de la UE.
Las normas del PEC están suspendidas desde el inicio de la pandemia, pero algunos Estados miembros abogan por reintroducirlas en 2023 tal y como fueron concebidas en 1997. Esta idea fue considerada como inviable por Draghi y Macron quienes manifestaron que el Pacto se había quedado obsoleto. Por su parte, el canciller alemán Olaf Scholz se ha mostrado abierto a buscar una salida consensuada al debate sobre las normas fiscales que todos miembros del Consejo Europeo consideran imprescindible.

## Opinión pública
Según el Eurobarómetro de septiembre de 2021, el optimismo sobre el futuro de la UE estaba en sus niveles más altos desde 2009 y la confianza de población en la UE se encontraba en el punto más elevado desde 2008. A nivel de la UE, los ciudadanos europeos señalaron la situación económica como su principal preocupación, seguida por el medio ambiente y la inmigración. La mayor parte de la población europea consideraba que el plan Next Generation EU sería eficaz contra las consecuencias económicas de la pandemia de COVID-19. El optimismo sobre el futuro de la UE había aumentado desde el verano de 2020: 66 % de las personas encuestadas manifestaron una opinión positiva en este sentido (el mayor porcentaje desde 2009).

## Críticas

### Entre 2017 y 2019
Cuando Macron inició su mandato presidencial en mayo de 2017, el diario The New York Times consideró que la propuesta del gobernante francés de crear un presupuesto para la eurozona, con su propio ministro de Finanzas, solo alienará a unos Estados miembro sobre los otros y debilitará económicamente al bloque. En julio, el periódico británico The Guardian estimó que era exagerada la «creencia en un espíritu de cohesión post-Brexit» dentro de la UE. El medio también explicó que así como la idea de una supuesta «ola populista» en Europa a inicios del año era imprecisa, también lo es la interpretación de que la UE «está de vuelta». The Guardian agregó que, «para alcanzar una autonomía estratégica» (ser independientes de Estados Unidos en materia de seguridad), los Estados miembro necesitarían gastar mucho más del 2 % del producto interno bruto en sus presupuestos de defensa. Por lo tanto, según el periódico, es difícil ver el optimismo en la UE como algo más que «escapism» (Evasión). También el gobierno turco se mostró escéptico sobre la creación de una fuerza de intervención europea en 2020, al afirmar que «No puede haber un Ejército europeo sin Turquía». A estas críticas se sumó el analista estadounidense Camille Pecastaing, quien declaró que los llamamientos para la instauración de un «ejército europeo» son una tapadera para la expansión del ejército alemán.
Más crítico aún fue la Agrupación Nacional, partido político francés que consideró que la idea de refundación del presidente Macron se basaba en la destrucción de las naciones europeas. Además el partido afirmó que la Defensa europea común era «solamente una ilusión de poder» y que la política económica de Macron malgastaba las «últimas partes de nuestra soberanía económica con el nombramiento de un Ministro de Finanzas de la eurozona».
En el sentido contrario, el economista griego Yanis Varoufakis consideró en enero de 2018 que las propuestas europeas de Macron eran «muy débiles» y se limitaban a buscar un «federalismo ligero». Agregó además que el presidente francés tenía una «visión gradual, creyendo que debemos comenzar con pequeños pasos». Según el análisis de Varoufakis, para obtener estas «pequeñas concesiones», Macron hubiera debido usar todo su capital político, permitiendo de paso que Merkel liderase negativamente las reformas.
También en 2018, el filósofo belga Luuk van Middelaar se mostró escéptico respecto a la capacidad de Macron a impulsar sus ambiciones, declarando que «su manera de plantear los problemas sigue siendo francesa. Se apresuró a hacer propuestas después de su elección sin tomarse el tiempo para estudiar bien el campo de batalla». En el mismo sentido se pronunció el politólogo búlgaro Iván Krastev quien sostuvo que el problema de Macron, es que «aunque aboga por un cambio valiente, es más bien débil en cuanto a los detalles y la parte concreta».
En lo referente a una "Europa a varias velocidades", el presidente polaco Andrzej Duda advirtió en septiembre de 2017 que, podría generar «más Brexits» y la ruptura de la UE. El gobierno polaco también criticó la «democracia deliberativa», representada por las consultas ciudadanas impulsadas por Macron, juzgándola contraria a una democracia representativa.

### Declaraciones post-Brexit
El periodista económico Wolfgang Münchau ha repetido en varias ocasiones que «la eurozona necesita más integración, y la Unión Europea, menos». A su juicio no habría habido Brexit si la UE «hubiese ofrecido a Reino Unido una forma de pertenencia que no incluyese un compromiso con una unión cada vez más estrecha». Münchau aseguró que su discrepancia con Merkel tuvo que ver con la prioridad que la canciller dio a la cohesión de la UE y su resistencia a aumentar la integración de la eurozona. El análisis del periodista sostiene que el Next Generation EU seguirá siendo una «trivialidad macroeconómica» mientras esté vinculado al presupuesto de la UE. Además, Münchau afirmó que dicho fondo debería haber sido un proyecto a nivel de la eurozona y que existía el riesgo de aumentar los desequilibrios internos si no se reforzaba la integración en la zona monetaria. También ha manifestado que la autonomía estratégica debería ser la «máxima prioridad en la UE», pero considera que ello exige una reflexión sobre aquello respecto de lo cual se quiere ser autónomo y la reforma institucional que se requiere. Al respecto, Münchau reconoció que Merkel habí coincidido con «la idea de Macron de la autonomía estratégica de Europa con respecto a Estados Unidos», aunque sin haber gastado su capital político en aplicarla y resaltó que Scholz por su parte «ni siquiera fingía estar interesado».
La idea de autonomía estratégica de la UE ha sido ampliamente controvertida. Así, según The Economist, en 2020 algunos funcionarios europeos veían en Macron a «un gaullista a la antigua que envuelve los intereses franceses en una bandera europea». El semanario inglés aseguró que dichos funcionarios sospechaban que el presidente francés intentaba «socavar la OTAN» y sustituir la influencia estadounidense en Europa por un liderazgo francés. En la misma línea, el politólogo Herfried Münkler dijo que entre la clase política alemana existía una cierta desconfianza hacia Macron y recalcó que el presidente podía hacer «buenos discursos», pero que faltaba de eficacidad a la hora de imponer su política. Para Münkler, el problema de Francia era que su sistema de partidos se había desintegrado y que por lo tanto, su gobierno dependía mayoritariamente de «las personas y los estados de ánimo, pero la gente es mucho más fluida y flexible que los partidos». Sin embargo, según el politólogo, la UE debería lograr una autonomía estratégica para que en el nuevo orden mundial pueda ser sujeto y no objeto. Para ello, sus líderes deberían renunciar a una pretensión de liderazgo global, más aún teniendo en cuenta que este liderazgo solo se ejercía en el plano de las exigencias morales, que la UE tampoco era capaz de imponer.
Más categórico fue el comentarista político Fareed Zakaria quien en 2021 sostuvo que la UE actuaba «con propósito y, de manera estratégica, en los negocios; en cosas como el antimonopolio. En cuestiones de seguridad nacional, Europa es una idea. No es una realidad estratégica y no lo será». Al respecto, el analista Joseph de Weck juzgó que si Francia quiere construir una «potencia europea en torno al eje franco-alemán», Macron tendría que estar dispuesto a «ir más lejos en el plano institucional», lo que constituía un problema ya que por ejemplo, en 2022 «el mero rumor de que Macron estaba considerando compartir el asiento de Francia en el Consejo de Seguridad de la ONU casi provocó un colapso mediático».
El sociólogo Wolfgang Streeck aseguró en 2022 que propuestas como la introducción de la votación por mayoría en el Consejo en lo concerniente a la política exterior de la UE, la reducción del número de carteras de la Comisión Europea o disposiciones más estrictas sobre el Estado de derecho en los Tratados serían inaceptables «para Polonia y Hungría, y presumiblemente también para otros países». Streeck ha recordado que acabar con la unanimidad en la UE «requiere unanimidad, un obstáculo que ni siquiera Angela Merkel había podido superar». El analista también destacó que la guerra ruso-ucraniana puso de manifiesto que «los sueños de una Europa dotada de “soberanía estratégica”» habían pasado a ser quimeras.
 Refiriéndose también al conflicto ucraniano, el filósofo Slavoj Žižek sentenció que si la UE quería «ganar la nueva guerra ideológica», tendría que «cambiar su modelo de globalización liberal‑capitalista», y que un cambio radical era imprescindible ya que cualquier otra opción sería «un fracaso y convertirá a la UE en una fortaleza rodeada de enemigos decididos a penetrarla y destruirla».
En 2024, el expresidente del gobierno italiano Matteo Renzi criticó el liderazgo de Ursula von der Leyen dentro del proceso de refundación de la UE: «Había que hacer una reforma institucional que implicase la elección directa del presidente de la Comisión Europea, superar el derecho de veto, llegar a un ejército único… ¿Qué ha hecho?». Además, Renzi aseguró que la presidenta había fracasado en el tema del medio ambiente ya que el Pacto Verde Europeo había sido «demasiado ideológico» sin lograr haber «producido resultados».